# Othon Ier (roi de Grèce)
Vous lisez un « article de qualité » labellisé en 2014.  Il fait partie d'un « thème de qualité ».
Pour les articles homonymes, voir Othon Ier.
Othon Ier de Grèce (en grec démotique : Όθων της Ελλάδας / Óthon tis Elládas et en allemand : Otto von Griechenland), prince de Bavière puis roi de Grèce, est né au Schloss Mirabell de Salzbourg, en actuelle Autriche, le 1er juin 1815, et mort à Bamberg, en Bavière, le 26 juillet 1867. Membre de la maison de Wittelsbach, il est choisi par les grandes puissances pour devenir le premier souverain de la Grèce moderne en 1832. Autoritaire et incapable d'assurer la continuité de sa dynastie, il est renversé par les révolutionnaires hellènes en 1862.
Élu roi de Grèce à l'âge de dix-sept ans, Othon Ier prend la tête d'un pays marqué par quatre siècles d'occupation ottomane et ravagé par une guerre d'indépendance qui s'est étalée sur presque dix ans. Issu d'une dynastie de tradition absolutiste, le souverain mène une politique autoritaire, censée rendre à la Grèce sa gloire antique. Sous son égide, et sous celle des fonctionnaires bavarois qui l'entourent, d'importants travaux sont réalisés dans le royaume et Athènes prend progressivement les traits d'une capitale moderne. Surtout, une administration centralisée est constituée dans le pays, longtemps soumis à l'anarchie.
Cependant, la politique du monarque est rapidement mise à mal par les graves difficultés financières que connaît la Grèce. Très lourdement endetté vis-à-vis des grandes puissances qui ont aidé à sa libération (Russie, France et Royaume-Uni), le pays se révèle incapable de rembourser ce qu'il doit à ses créanciers alors que ses relations commerciales avec l'Empire ottoman tardent à se normaliser. Le royaume de Grèce se retrouve par ailleurs pris dans les querelles qui opposent dans la région ses trois « protecteurs ». Othon ne parvient pas à profiter de ces rivalités franco-anglo-russes pour réaliser la « Grande Idée », autrement dit l'union de tous les Grecs dans un seul et même État. La politique maladroite du souverain aboutit au contraire à de nouvelles humiliations, comme lors de l'Incident Don Pacifico (1850) ou durant la guerre de Crimée (1854-1857).
Fragilisé par le contexte financier et international, Othon doit accepter la mise en place d'une constitution après la révolution de 1843. Il parvient néanmoins à maintenir son pouvoir personnel grâce au soutien du Premier ministre Ioánnis Koléttis. Finalement, l'incapacité du roi et de sa femme (la princesse Amélie d'Oldenbourg, épousée en 1836) à donner naissance à un héritier orthodoxe cause leur perte : le couple restant stérile, le prince Luitpold de Bavière, frère cadet du roi, devient son successeur désigné. Or, Luitpold, pas plus qu'Othon ou un autre prince de sa famille, n'accepte d'abandonner la religion catholique pour embrasser la foi orthodoxe, qui est pourtant celle de la majorité des Grecs.
Confrontés à cette impasse dynastique et déçus par l'incapacité du souverain à agrandir son royaume, les Grecs se révoltent en 1862. Destitués, Othon et son épouse s'exilent en Bavière tandis que le pays se lance à la recherche d'un nouveau monarque. Remplacé par le prince Guillaume de Danemark en 1863, Othon meurt à l'âge de 52 ans, en 1867.

## Famille
Issu de la maison de Wittelsbach, le roi Othon Ier est le deuxième fils du roi Louis Ier de Bavière (1786-1868) et de son épouse la princesse Thérèse de Saxe-Hildburghausen (1792-1854). Par son père, Othon est donc le petit-fils de Maximilien Ier de Bavière (1756-1825), premier roi de Bavière, tandis que par sa mère il descend du duc Frédéric Ier de Saxe-Altenbourg (1763-1834).
Othon est le frère du roi Maximilien II de Bavière (1811-1864) et du régent Luitpold de Bavière (1821-1912) ainsi que l'oncle des rois Louis II (1845-1886), Othon Ier (1848-1916) et Louis III (1845-1921). Il est également le cousin germain de l'empereur François-Joseph Ier d'Autriche (1830-1916) et de son épouse la princesse Élisabeth en Bavière (1837-1898), surnommée « Sissi ».
Le 22 novembre 1836, Othon Ier épouse, à Oldenbourg, la princesse Amélie d'Oldenbourg (1818-1875), fille du grand-duc Auguste Ier d'Oldenbourg (1783-1853) et de sa première épouse la princesse Adélaïde d'Anhalt-Bernbourg-Schaumbourg-Hoym (1800-1820).
De ce mariage ne naît aucun enfant et la succession du couple royal passe au prince Luitpold et à ses descendants.

## Biographie

### Un prince bavarois entouré de philhellènes

#### Une jeunesse en Bavière
Troisième des neuf enfants du futur Louis Ier de Bavière et de sa femme, la princesse Thérèse de Saxe-Hildburghausen, Othon naît à Salzbourg, dans l'actuelle Autriche, dix-sept jours avant la bataille de Waterloo. À l'époque, Salzbourg et sa province appartiennent encore au royaume de Bavière et son père en est le gouverneur.
De santé délicate et d’un tempérament colérique, Othon souffre de problèmes d'audition et d’un léger bégaiement. Dès l’âge de quatorze ans, il est envoyé en cure à Livourne, en Italie, pour y soigner ses nerfs. Confié très tôt à la tutelle du prêtre Georg von Oettl, il reçoit l’éducation d’un simple cadet et son père envisage de le faire entrer en religion. Sa formation se résume donc à l’apprentissage du latin, du français et de l’allemand, à l’étude de l’arithmétique et du piano et à la pratique de l’équitation et de la natation. Son destin n'est cependant pas scellé. En 1823, il a seulement huit ans quand son grand-père, le roi Maximilien Ier, le nomme lieutenant-colonel du 12e régiment d’infanterie bavarois (de).
Othon et ses frères et sœurs sont éduqués par leur père dans l'amour de la Grèce antique. Adolescent, le prince reçoit ainsi pour professeur l'érudit et philhellène Friedrich Thiersch, bien connu pour ses traductions de Pindare. Farouche partisan du mouvement indépendantiste qui secoue alors la Grèce, l'homme de lettres est le premier à évoquer la possibilité de voir son élève ceindre la couronne hellène. Dès 1829, il imagine celui-ci terminant ses études en Grèce, sous la régence du comte Ioánnis Kapodístrias, et apprenant la langue et la religion de ses sujets. Louis Ier, qui soutient financièrement les insurgés hellènes contre l'Empire ottoman depuis plusieurs années, se montre tout de suite séduit par cette idée. Thiersch se lance alors dans une campagne en faveur de la candidature d'Othon, dans laquelle il est aidé par son ami le financier suisse Jean-Gabriel Eynard.

#### L'élection au trône de Grèce
Dans un premier temps, la candidature othonienne rencontre peu d'écho, que ce soit dans la Grèce insurgée ou du côté des autres nations impliquées dans la guerre d'indépendance (Russie, France et Grande-Bretagne). Après avoir envisagé bien des candidatures (dont celle du prince Charles de Bavière, oncle d'Othon), les chancelleries des grandes puissances offrent finalement la couronne grecque au prince Léopold de Saxe-Cobourg-Gotha (futur roi des Belges) en 1830.

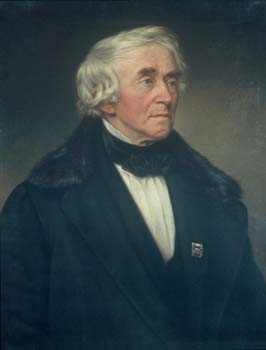
Le philhellène Friedrich Thiersch, professeur du jeune Othon.

D'abord enthousiaste,, Léopold finit toutefois par renoncer à la couronne grecque parce qu'il considère que les conditions qui lui sont faites sont trop précaires : avec le protocole de Londres de 1830, la Grèce a certes obtenu sa pleine indépendance mais ses frontières sont fragiles et bien des territoires ayant participé à l'insurrection ont finalement été laissés sous domination ottomane,. Durant les deux années qui suivent, l'instabilité augmente progressivement en Grèce, comme l'illustre l'assassinat de Ioánnis Kapodístrias le 9 octobre 1831.
Finalement, en janvier 1832, les grandes puissances se tournent vers la cour munichoise et entament des pourparlers avec Louis Ier en vue de confier la couronne de Grèce à son deuxième fils. À la demande des puissances, le prince Othon reçoit de son père un apanage en Bavière, tandis que le principe d'une régence dirigée par le ministre Joseph Ludwig von Armansperg durant la minorité d'Othon est arrêté. En échange, les grandes puissances s'engagent à prêter à la Grèce une somme de 60 millions de francs-or et à lui attribuer des frontières plus avantageuses que celles prévues en 1830,, ce qui est concrétisé lors de la signature du traité de Constantinople.
Par le protocole du 26 avril 1832 et le traité de Londres du 7 mai 1832, les grandes puissances transforment donc officiellement la Grèce en royaume et placent le prince Othon de Bavière à sa tête. La couronne hellène est déclarée « héréditaire par ordre de primogéniture dans la descendance du roi Othon, ou à défaut, dans celle de son frère Luitpold, ou à défaut, dans celle de son frère Adalbert ». Le traité précise toutefois que « dans aucun cas les couronnes de Bavière et de Grèce ne seront réunies sur une même tête ». Enfin, la majorité d’Othon est fixée à ses vingt ans, le 1er juin 1835, et une régence est mise en place,. Aucune précision concernant la religion du jeune roi n'est par contre apportée par le traité. En dépit des supplications des Grecs et des objurgations de la Russie, Louis Ier refuse d'obliger son fils à abjurer le catholicisme. Il s'engage malgré tout à ce que les futurs enfants d'Othon soient élevés dans la foi orthodoxe,.
Othon étant désormais roi, le gouvernement provisoire organise, en juin, des festivités à Argos à l'occasion de son anniversaire. Trois députés grecs (Andréas Miaoúlis, Kóstas Bótsaris et Dimítrios Plapoútas) se présentent à la cour des Wittelsbach au nom de la nation hellène, le 15 octobre 1832. Reçus par leur nouveau souverain, les émissaires lui prêtent alors serment de fidélité en présence de l’archimandrite de Munich. Le 9 décembre suivant, un traité d’alliance est signé entre le gouvernement bavarois et les émissaires grecs. Garantissant les traités de Londres et de Constantinople, il met au service du royaume hellène une division bavaroise composée de 3 500 hommes qui doit remplacer les forces françaises présentes dans le Péloponnèse depuis l'expédition de Morée.

### La Régence (1833-1835)

#### L'arrivée en Grèce et la réorganisation du pays

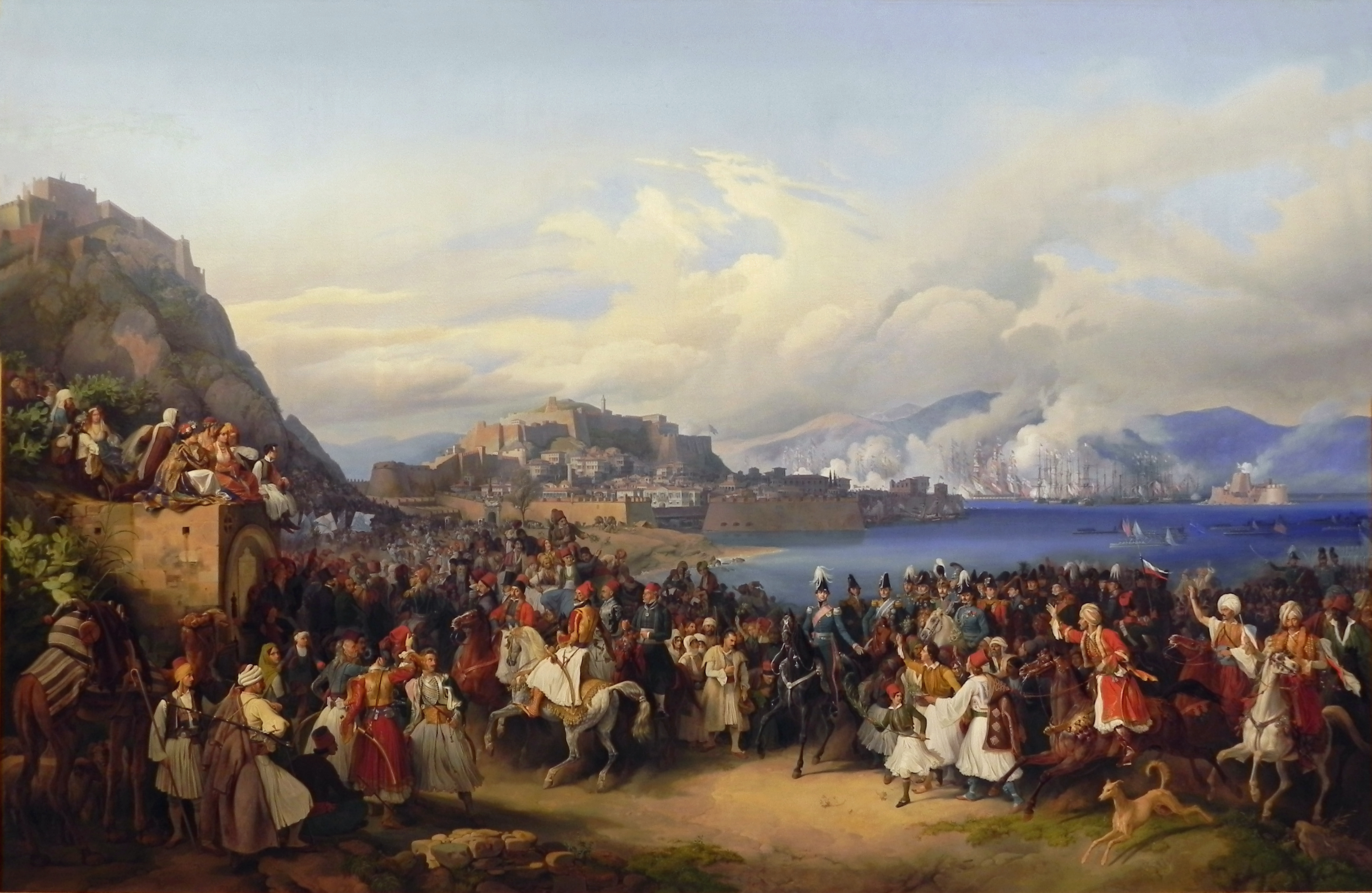
L'entrée d'Othon à Nauplie par Peter von Hess (1835).

Othon et son Conseil de Régence (finalement composé de trois Bavarois, le comte von Armansperg, le comte von Maurer et le général von Heideck, auxquels est associé un membre consultatif, le secrétaire Karl von Abel) quittent Munich le 6 décembre 1832. Ils gagnent l'Italie, où ils embarquent sur la frégate anglaise Madagascar,. Ils arrivent finalement à Nauplie le 30 janvier 1833, à une heure de l’après-midi. Le lendemain, le gouvernement grec vient présenter ses hommages au souverain et aux régents. Ce n’est cependant que le 6 février (25 janvier julien) que ces derniers débarquent solennellement en Grèce. Ils reçoivent alors un accueil triomphal, amplifié par la déclaration du jeune roi qui se dit « appelé au trône par les Hautes puissances médiatrices mais aussi par les libres suffrages des Grecs »,.
Une fois les régents installés à la tête du gouvernement, le nouveau régime se comporte comme une monarchie quasi-absolue. La régence exerce ainsi son pouvoir par le biais d’ordonnances ayant force de loi. La justice grecque est réorganisée et des tribunaux de première instance, des cours commerciales, des cours d’appel, une cour de cassation et une cour des comptes sont instaurées. Un code civil est également mis en place tandis que la presse est placée sous surveillance. Le pays se dote d'un appareil diplomatique. Après plusieurs années d’anarchie, l’ordre public est progressivement rétabli et des écoles sont construites en grand nombre, à travers tout le pays,,.
L’Église orthodoxe est elle aussi réorganisée. Le patriarche de Constantinople étant placé sous la dépendance manifeste du sultan ottoman, un concile réunissant les vingt-trois évêques et archevêques de la Grèce libre est convoqué par la régence. Celui-ci proclame alors, en juillet 1833, l’autocéphalie de l’Église grecque, désormais organisée en un synode permanent placé sous l’autorité du monarque, seul habilité à nommer les évêques. Parmi les Grecs, cette évolution ne fait cependant pas l'unanimité : Othon étant toujours catholique, certains considèrent comme une hérésie de faire de lui le chef de l'Église nationale,,.

#### Dissensions entre les régents

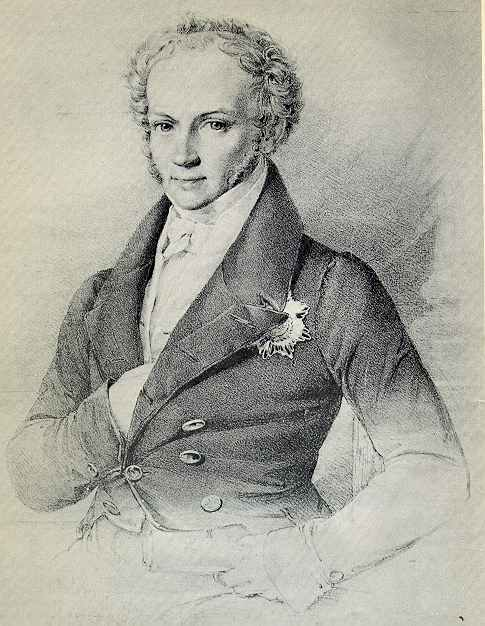
Le comte von Armansperg.
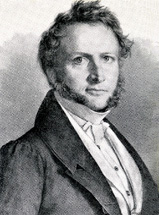
Le comte von Maurer.
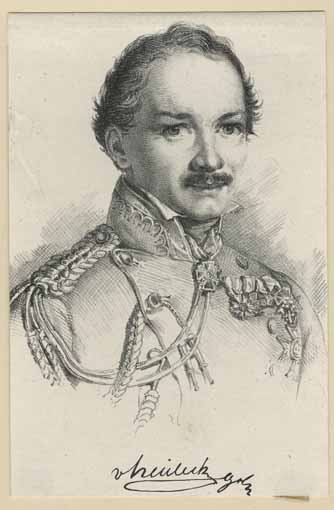
Le général von Heideck.
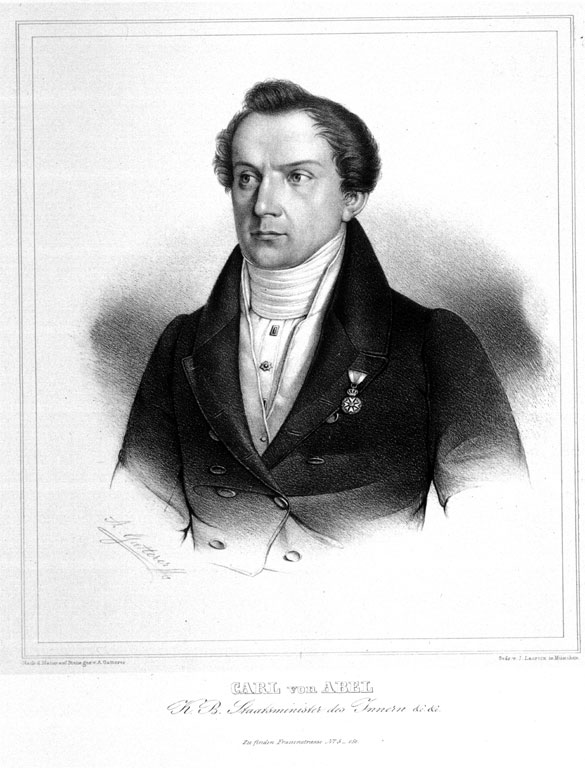
Le secrétaire von Abel.

À peine le nouveau régime est-il mis en place que les trois régents se brouillent, pour des questions d'étiquette et de préséance. Le comte von Armansperg mettant en avant sa qualité de président du Conseil de Régence, le comte von Maurer, le général von Heideck et le secrétaire von Abel se sentent réduits à la position de subalternes. Or, le Conseil de Régence prend ses décisions à la majorité et les projets d'Armansperg sont régulièrement contrecarrés par ses collègues, qui cherchent ainsi à discuter son autorité. Bientôt, les quatre hommes commencent à comploter les uns contre les autres. Ainsi, tandis qu'Armansperg s'appuie sur l'alliance anglaise pour gouverner, Maurer, Abel et Heideck soutiennent quant à eux le parti français,.
Othon Ier ayant pris l'habitude de passer toutes ses soirées chez le comte von Armansperg, les autres régents prennent ombrage de l'amitié qui les lie. Une rumeur, probablement propagée par Maurer et Abel, raconte bientôt que l'épouse d'Armansperg cherche à marier l'une de ses filles au jeune roi et qu'elle complote en ce sens avec le prince Édouard de Saxe-Altenbourg, commandant de la division bavaroise et oncle maternel du monarque. Vrai ou non, le bruit se répand jusqu'à Munich et le roi Louis Ier interdit bientôt à Othon de se rendre chez le couple Armansperg et de fréquenter sa progéniture. Malgré ce rejet royal, les deux filles aînées du régent concluent, en 1835, de brillantes unions en épousant les princes phanariotes Michel et Dimitri Cantacuzène.
Isolé pendant plusieurs mois, Joseph Ludwig von Armansperg finit pourtant par retrouver le soutien du gouvernement bavarois. Le 31 juillet 1834, Maurer est en effet rappelé à Munich et remplacé par Egid von Kobell, un ami personnel du président du conseil de Régence. Surtout, ce dernier conserve la tête du pouvoir même après la majorité d'Othon, puisque le jeune roi le nomme, sur le conseil de son père, Premier ministre le jour même de son avènement sur le trône. Il reste que les relations entre le régent et le souverain sont durablement affectées par la crise. Désireux de punir Othon pour l'ostracisme social qu'il leur a fait subir, Armansperg et son épouse s'appliquent à l'humilier publiquement et à se présenter comme les véritables maîtres de la Grèce.

#### Le choix d'Athènes comme capitale

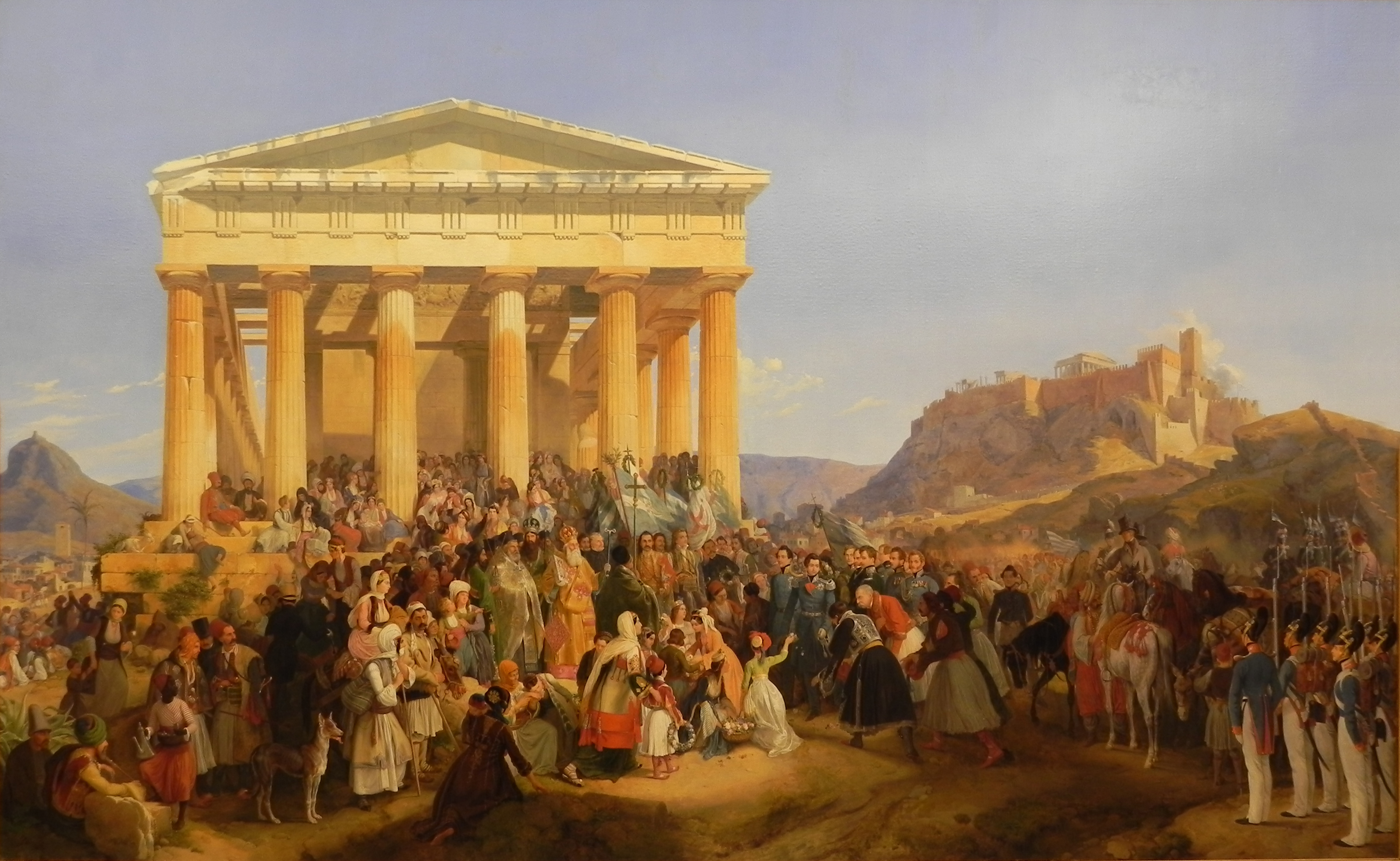
L'entrée d'Othon à Athènes. Tableau de Peter von Hess, 1839.

Libérée des Ottomans en décembre 1822, la ville de Nauplie assume, depuis lors, le rôle de capitale du nouvel État grec indépendant. Située dans le golfe Argolique, elle est, à l'époque, l'une des places fortes les mieux protégées de la mer Méditerranée grâce à son réseau de fortifications. Surtout, son économie, qui repose sur le commerce des éponges, de la soie, du vin et de l'huile, est florissante dans une Grèce totalement ravagée par la guerre contre les Turcs. Forte de son héritage vénitien, Nauplie conserve en outre quelques grands édifices datant du XVIIIe siècle et l'un d'eux, une simple bâtisse de deux étages dotée d'une façade comptant cinq fenêtres, a été choisi pour servir de palais au roi Othon. En dépit de ces maigres atouts, la ville n'a guère l'aspect d'une capitale moderne. Peuplée d'environ 6 000 habitants à l'arrivée des Bavarois, elle ne possède aucune route pavée et la majorité de ses rues sont totalement défoncées. Ses principales places sont couvertes de débris dus à la guerre. Plus grave encore, l'aqueduc censé l'approvisionner en eau est presque hors d'usage et les biens les plus anodins y sont totalement introuvables.
Dans cette capitale bien provinciale, le jeune Othon Ier occupe ses matinées à apprendre le grec et à donner des audiences. Écarté des affaires par le comte von Armansperg, il se distrait, l’après-midi, en réalisant, avec son oncle, des excursions dans les campagnes environnant Nauplie. En mai 1833, le roi profite de la visite de son frère aîné, le prince royal Maximilien de Bavière, pour partir en expédition à travers son pays et visiter le site d'Athènes. Fasciné par le spectacle des ruines du Parthénon, le souverain décide alors de rendre son éclat à la cité et d’en faire la nouvelle capitale de la Grèce régénérée,. Ce n'est cependant que le 28 août 1834 que la ville est officiellement élevée au rang de capitale et que des travaux sont entrepris pour y accueillir des infrastructures dignes d'une métropole moderne.
Différents architectes (Stamátios Kleánthis et Eduard Schaubert puis Leo von Klenze) sont alors chargés par le pouvoir de dessiner les plans de la nouvelle capitale. Le projet finalement choisi fait la part belle aux axes larges et réguliers, aux places publiques et aux perspectives. Partout, le néo-classicisme s’impose : d’abord pour marquer la rupture avec la domination ottomane ; ensuite pour illustrer la continuité entre le royaume de Grèce et la glorieuse époque classique. Un premier projet de palais royal, qui aurait été construit à même l’Acropole, est rejeté avant d’être remplacé par un nouveau en 1836. Conçue par l’architecte Friedrich Wilhelm von Gärtner, la nouvelle résidence d'Othon est inaugurée en 1843. Elle abrite aujourd’hui le Parlement hellénique,.

### Début de règne

#### Majorité et intronisation

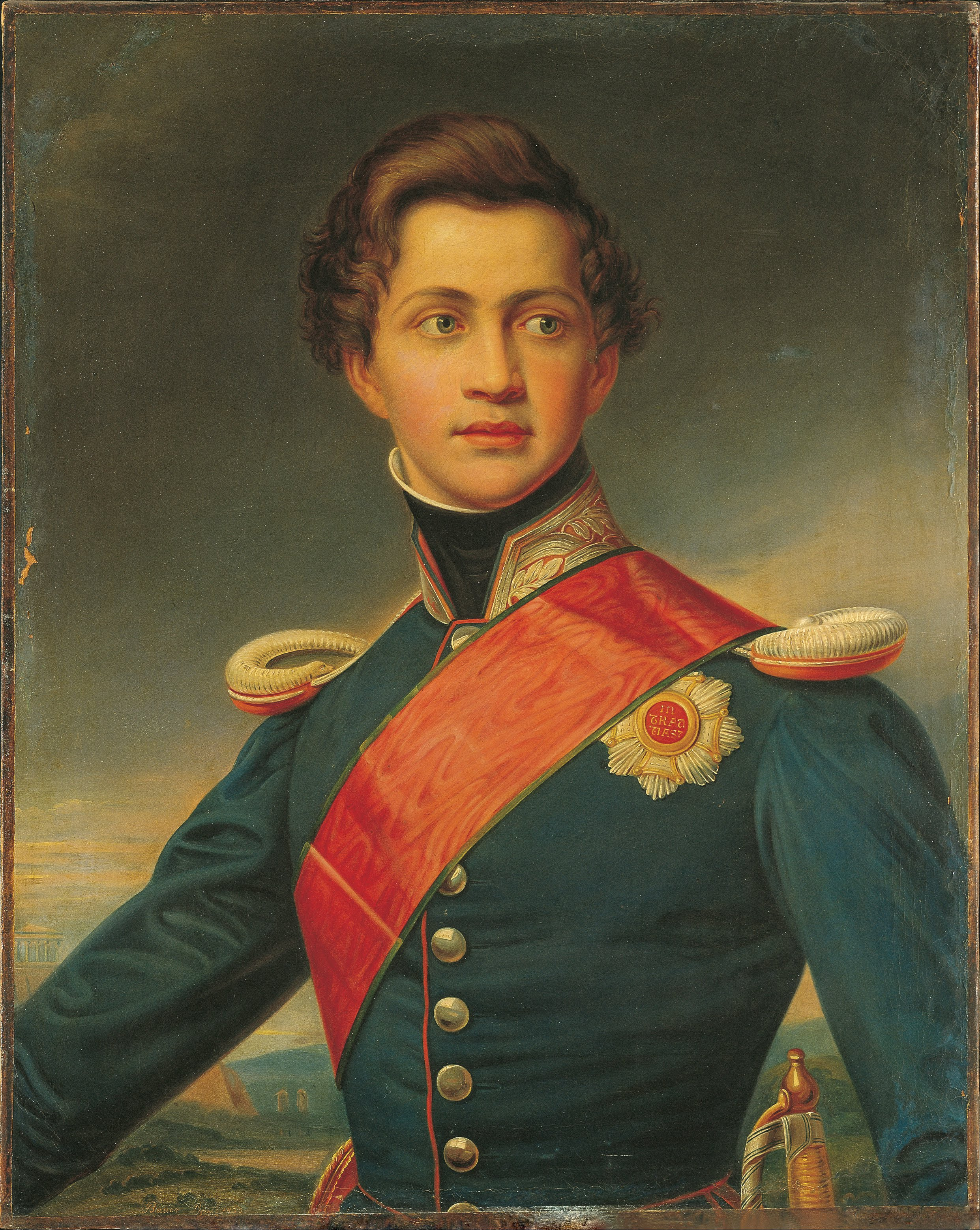
Le jeune Othon par Joseph Karl Stieler (1833).

La majorité d'Othon approchant, des recherches sont effectuées dans les archives européennes afin de retrouver le protocole exact du couronnement des empereurs byzantins. Du saint chrême est apporté de Constantinople tandis que des regalia, inspirés de l'art en vogue sous les Comnènes et les Paléologues, sont commandés à Munich pour être utilisés lors de l'intronisation d'Othon. Le nouveau régime espère ainsi établir une sorte de filiation entre l'Empire byzantin et le royaume de Grèce, ce qui n'est pour plaire ni à l'Empire ottoman, ni à la Russie tsariste.
Du côté des Grecs, on espère surtout que le jeune roi profite de son couronnement pour embrasser la religion orthodoxe. C'est aussi le vœu de Saint-Pétersbourg, qui fait une nouvelle fois pression, à travers ses diplomates, pour qu'Othon abjure le catholicisme. Ce n'est cependant pas le désir du roi, qui se sent oppressé par les différentes interventions de la Russie et refuse d'aller contre sa conscience. Le Saint-Synode grec ayant finalement refusé de sacrer un « schismatique », la cérémonie du couronnement est repoussée et les fêtes qui accompagnent l'intronisation d'Othon sont réduites au minimum, sans qu'aucune légation étrangère ne soit invitée à Athènes pour l'occasion,.
Déclaré majeur le 1er juin 1835, Othon s'engage à élever ses futurs enfants dans la foi orthodoxe et prête serment de toujours œuvrer en faveur de ses sujets. Une fois aux affaires, le monarque se révèle une personne appliquée, qui étudie consciencieusement les dossiers que lui soumettent ses ministres et qui s'emploie à tout connaître et comprendre. Il se montre cependant hésitant et tarde longuement à prendre les décisions qui lui incombent,. Mis sous pression, il a par ailleurs tendance à faire des crises d'angoisse et traverse même des phases de neurasthénie,.

#### Un petit mariage allemand

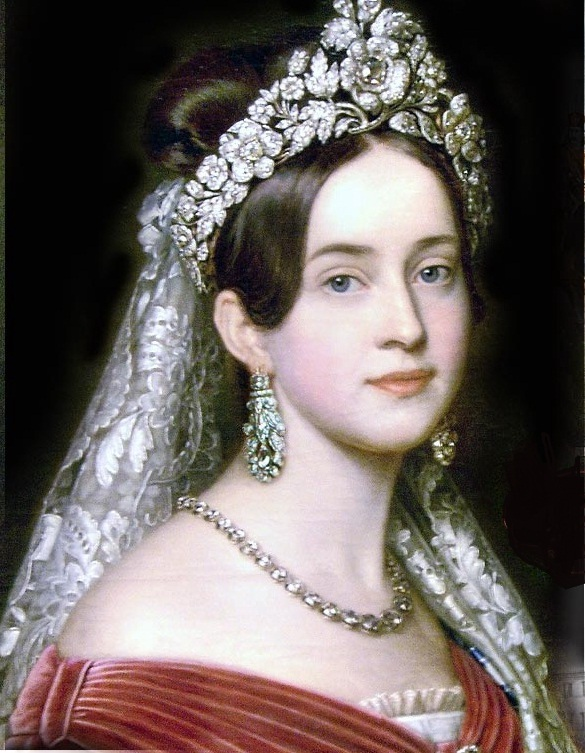
Amélie d'Oldenbourg par Joseph Karl Stieler (1837).

Dès son élection en 1832, Othon fait l'objet de différentes combinaisons matrimoniales, échafaudées tantôt par les chancelleries des grandes puissances, tantôt par les factions au pouvoir en Grèce. Toujours désireuse de voir le jeune roi se convertir à l'orthodoxie, Saint-Pétersbourg essaie ainsi, à plusieurs reprises, de lui faire épouser la grande-duchesse Maria Nikolaïevna de Russie. Cependant, les maladresses du gouvernement impérial et la ferme opposition du Royaume-Uni font échouer ce projet, au grand soulagement d'Othon, qui refuse d'abandonner sa religion. De la même façon, le parti français (représenté entre autres par von Maurer) tente d’unir Othon à l’une des filles du roi Louis-Philippe Ier. Cependant, l’idée échoue devant la ferme opposition du roi Louis Ier de Bavière, pour qui les Orléans ne sont que des usurpateurs.
Toujours célibataire au moment de son avènement, Othon prend la décision de retourner en Allemagne afin de s'y trouver une épouse et de stabiliser ainsi sa dynastie. Après avoir redonné la régence au comte von Armansperg, il quitte la Grèce le 14 mai 1836 et retrouve sa famille en Bavière. Sur les conseils de son père et de son ancien précepteur Oettl, le roi prend le parti de concentrer ses recherches sur les maisons de Habsbourg, de Nassau et de Wurtemberg afin d’éviter toute jalousie entre les puissances protectrices.
Prétextant un séjour chez sa sœur, dans le grand-duché de Hesse-Darmstadt, Othon cherche d'abord à approcher les filles du roi Guillaume Ier de Wurtemberg. Cependant, celles-ci s'absentent opportunément avant son arrivée à Stuttgart. Devant cette déconvenue, le roi doit partir à la rencontre d'une autre famille princière. Après avoir un moment envisagé de demander sa main à l'archiduchesse Marie-Thérèse d'Autriche, dont la maison est finalement jugée trop importante pour convenir aux grandes puissances, Othon se tourne vers la princesse Thérèse de Nassau-Weilbourg mais, là encore, ses projets font long feu. Ces multiples échecs n’empêchent cependant pas Othon de faire le difficile. Le monarque dédaigne ainsi la candidature de la princesse Hélène de Mecklembourg-Schwerin (future duchesse d’Orléans) sous le prétexte qu’il n’aime pas son nez.
À Marienbad, Othon fait finalement la connaissance de la princesse Amélie d'Oldenbourg, qui prend alors les eaux en compagnie de sa famille. Peu de temps après, le roi retrouve la princesse de dix-huit ans à Dresde et les deux jeunes gens prennent la décision de se marier. Un contrat matrimonial est signé le 31 août 1836 et les épousailles sont finalement célébrées dans le grand-duché d'Oldenbourg, le 22 novembre suivant. Une fois mariés, Othon et Amélie effectuent un séjour à Munich avant de partir s'installer à Athènes, où ils arrivent le 14 février 1837. Dévouée à son époux et d'une dignité sans faille, la jeune reine se gagne alors rapidement l'affection et le respect de ses sujets.

#### Des relations difficiles avec l'Empire ottoman

Carte de la Grèce en 1832. Le royaume d'Othon apparaît en bleu foncé, la République des îles Ioniennes en rouge, la Crète égyptienne en vert pomme et la principauté de Samos en bleu clair.

Depuis son indépendance, le royaume d'Othon entretient des relations difficiles avec l'Empire ottoman. Les questions du rachat des biens turcs situés en terre hellène et du droit des chrétiens ottomans à émigrer en Grèce divisent en effet les deux pays. De fait, les Grecs rechignent à indemniser les émigrés turcs parce qu'ils considèrent que ces derniers s'étaient emparés indûment des biens dont ils revendiquent la possession. Quant aux Ottomans, ils veulent limiter l'émigration grecque car seuls les rayas non-musulmans paient le haradj, qui constitue l'essentiel des revenus de l'Empire. Or, les Grecs ottomans sont à la tête du commerce, de l'artisanat et même de l'administration de la Sublime Porte. Cette dernière craint donc de perdre ses élites les plus dynamiques en les autorisant à prendre la nationalité grecque. Afin d'obliger Athènes à accepter ses exigences, Constantinople entrave le travail des commerçants grecs actifs dans l'Empire ottoman : c'est ainsi toute l'économie hellène, traditionnellement basée sur le transport et l'échange de marchandises en Orient, qui est déstabilisée.
Or, la maladresse d’Othon ne contribue en rien à améliorer les relations de son pays avec le sultan Mahmoud II. En juin 1833, le jeune roi, qui est encore officiellement mineur, commet l’erreur de se rendre en visite privée à Smyrne pour y retrouver son frère aîné. Reconnu par les Grecs de la ville, il reçoit une véritable ovation et l’évêque orthodoxe l’accueille en souverain des lieux. L’événement ne va pas jusqu’à provoquer un véritable incident diplomatique avec la Porte car la Régence parvient à en minimiser la portée. Il aboutit cependant à l’arrestation et à l’exil du métropolite qui s'est aliéné les autorités turques,. Deux ans plus tard, en 1835, Othon commet un nouvel impair diplomatique en refusant ostensiblement de saluer l'émissaire turc à Athènes lors d'une réception. On passe alors très près d'une rupture des relations entre les deux pays.
Comme la Régence avant lui, Othon conduit une politique étrangère dont le but est de réunir toutes les populations grecques dans un seul et même État (après 1843, cette politique est appelée « Grande Idée »). Dès 1835, le roi sollicite ainsi, en vain, le soutien des grandes puissances pour réunir à la Grèce l’île de Samos, constituée en principauté ottomane autonome en 1832. Par la suite, le souverain tente de profiter du conflit opposant l’Égypte à l’Empire ottoman pour récupérer la Crète, occupée par Méhémet Ali depuis 1829. Cependant, cette tentative est, elle-aussi, un échec, en dépit du soulèvement des Crétois en 1841. Par la convention de Londres, l’île repasse en effet à la Sublime Porte.

### Une monarchie en crise

#### La question de la dette grecque
Indépendante depuis 1830, la Grèce peine de longues années à reconstruire son économie. Le Péloponnèse est sorti de la guerre dévasté par les armées d’Ibrahim Pacha et l'économie des îles (Hydra, Spetses, Syros), fondée sur le commerce maritime, est totalement désorganisée par la rupture avec l’Empire ottoman. En outre, le pays échoue à se constituer un cadastre, ce qui rend la levée des impôts difficile et empêche le gouvernement de projeter son budget.

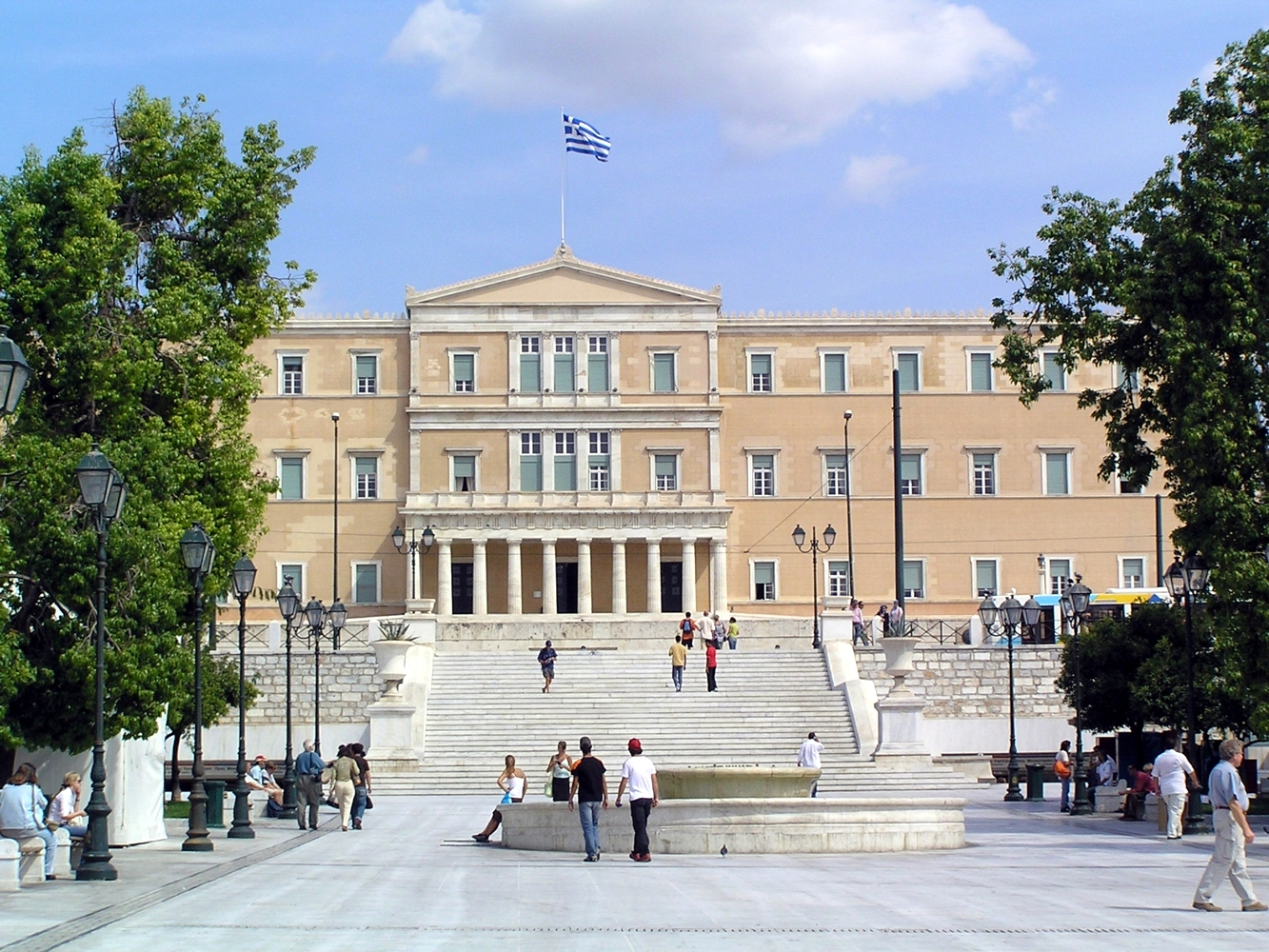
La construction du palais d'Othon, à Athènes, est un important poste de dépenses pour le royaume.

Dans ces conditions, le royaume peine à rembourser les dettes qu’il a contractées auprès des banques occidentales. Périodiquement, les porteurs des titres de l’emprunt de 1824-1825 lui réclament le remboursement de leurs intérêts, avec l'appui du gouvernement britannique. Cependant, l’emprunt contracté par les Grecs auprès des puissances protectrices au moment de l’élection d’Othon, en 1832, pose plus de difficultés à l'État hellène.
Cet emprunt de 60 millions de francs-or, qui devait être réalisé en trois séries de vingt millions chacune mais dont le dernier tiers n’a jamais été versé à Athènes, a d’abord servi à la Grèce à indemniser l’Empire ottoman. Après la signature du traité de Constantinople, le royaume a en effet dû verser environ 12 millions de francs (40 millions de piastres) au Sultan pour qu’il reconnaisse son indépendance. Par la suite, l’essentiel de l’emprunt a servi au paiement des salaires des fonctionnaires et du contingent militaire bavarois ainsi qu’au maintien de la cour d’Othon et de ses régents.
Dès la fin de l’année 1833, le gouvernement grec essaie donc d’obtenir le paiement du troisième tiers de l’emprunt et les puissances lui demandent alors un état de la situation financière du pays. Devant cette fin de non recevoir, Athènes se résout à contracter un nouvel emprunt d’un million de francs auprès du gouvernement bavarois en 1835,. Mais, dès 1836, le royaume doit faire face à une terrible crise financière, qui oblige les grandes puissances à se montrer un peu plus conciliantes et à prêter davantage d'argent à la Grèce.
Les années passent, sans que la situation ne s’améliore réellement. En 1843, les finances du pays se révèlent à nouveau critiques, d’autant que l’armée engloutit environ un tiers du budget national,. Face aux récriminations des grandes puissances, le gouvernement ferme alors toutes ses légations à l’étranger et cesse de rétribuer les professeurs de l’Université d’Athènes. Nombre d’officiers sont placés à la retraite et privés de leur solde. Othon lui-même abandonne 200 000 drachmes de sa liste civile. Cependant, ces efforts ne suffisent pas à normaliser la situation économique du pays, ce qui accentue le malaise provoqué par la politique absolutiste du souverain.

#### Du pouvoir personnel au coup d'État de 1843

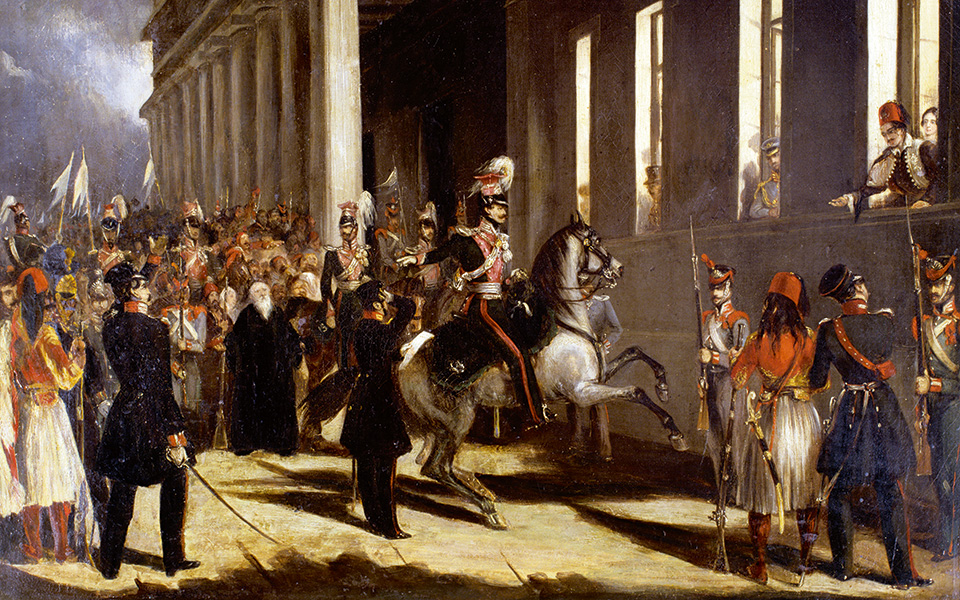
Dimítrios Kallérgis se présentant sous les fenêtres d'Othon Ier et d'Amélie. Tableau de H. Martens.

Après son avènement, Othon n’a de cesse de prouver à ses sujets qu’il s’est hellénisé. Sur les conseils de son père, qui vient lui rendre visite en Grèce en 1836, le jeune roi renonce ainsi officiellement à ses droits de succession sur le trône bavarois et adopte ostensiblement le costume national grec,. Pourtant, la population continue à lui reprocher de ne pas avoir adopté l’orthodoxie et plusieurs crises surviennent en relation avec la religion royale. En 1839, une « conspiration philorthodoxe » cherche ainsi à enlever le roi pour l’obliger à abjurer le catholicisme ou le remplacer par le tsar Nicolas Ier s’il s’obstine dans l'« hérésie » catholique,. Puis, en 1843, le roi doit affronter l’opposition frontale de l’évêque de Sellasie, qui refuse de le reconnaître comme chef du Saint-Synode.
Malgré ses efforts, le roi continue, en réalité, à apparaître comme un étranger entouré d’une myriade de fonctionnaires germaniques incompétents. En 1837, le remplacement de Joseph Ludwig von Armansperg par un autre Allemand, Ignaz von Rudhart, soulève ainsi le mécontentement des Grecs, qui voient là une nouvelle preuve qu’ils vivent sous le joug d’une « bavarocratie » (Βαυαροκρατία) parasite. De fait, Rudhart ne parle ni grec ni français, ce qui l’empêche de communiquer avec ses ministres qui, eux, ne parlent pas allemand,. Plus tard, le choix d’Othon de devenir son propre Premier ministre ne remporte pas davantage le suffrage de ses sujets, qui critiquent ses constantes tergiversations et réclament de plus en plus vivement une constitution,.
Finalement, le 3 septembre 1843, un coup d'État, dirigé par le colonel Dimítrios Kallérgis, met un terme à l’absolutisme othonien. Après avoir un moment envisagé d’abdiquer, le roi finit par accepter les mesures qui lui sont imposées. Le 16 décembre, des élections (au suffrage censitaire) sont convoquées dans le but de réunir une Assemblée constituante. Celle-ci adopte une loi fondamentale le 18 mars 1844. Elle met en place un parlement bicaméral avec une Chambre des députés élue au suffrage masculin et un Sénat dont les membres sont désignés par le souverain. La couronne conserve d'amples pouvoirs et le roi continue à nommer magistrats, préfets et maires,.

#### La question de la succession
Mariés en 1836, Othon et Amélie tentent, durant quinze ans, de donner le jour à un héritier. Après quelques espoirs malheureux et une série de traitements médicaux tous plus inefficaces les uns que les autres, ils finissent cependant par abandonner l’idée d’avoir un enfant. À l’époque, la stérilité du couple royal donne lieu à bien des spéculations. Si les médecins cherchent plutôt à traiter la reine (dont ils critiquent volontiers l’amour de l’équitation, jugée néfaste aux grossesses), les ennemis d’Othon l’accusent quant à eux d’impuissance et s’en prennent à son goût pour la fustanelle, accusée d’affaiblir les fonctions reproductives. Certains opposants des Wittelsbach vont même jusqu’à douter de la consommation du mariage royal. De fait, bien que de nombreuses liaisons aient été prêtées au souverain (dont une avec la célèbre Jane Digby), il semble que celui-ci n’ait jamais fréquenté aucune autre femme qu’Amélie, excepté peut-être l’une des dames de compagnie de celle-ci, Fotiní Mavromicháli,.

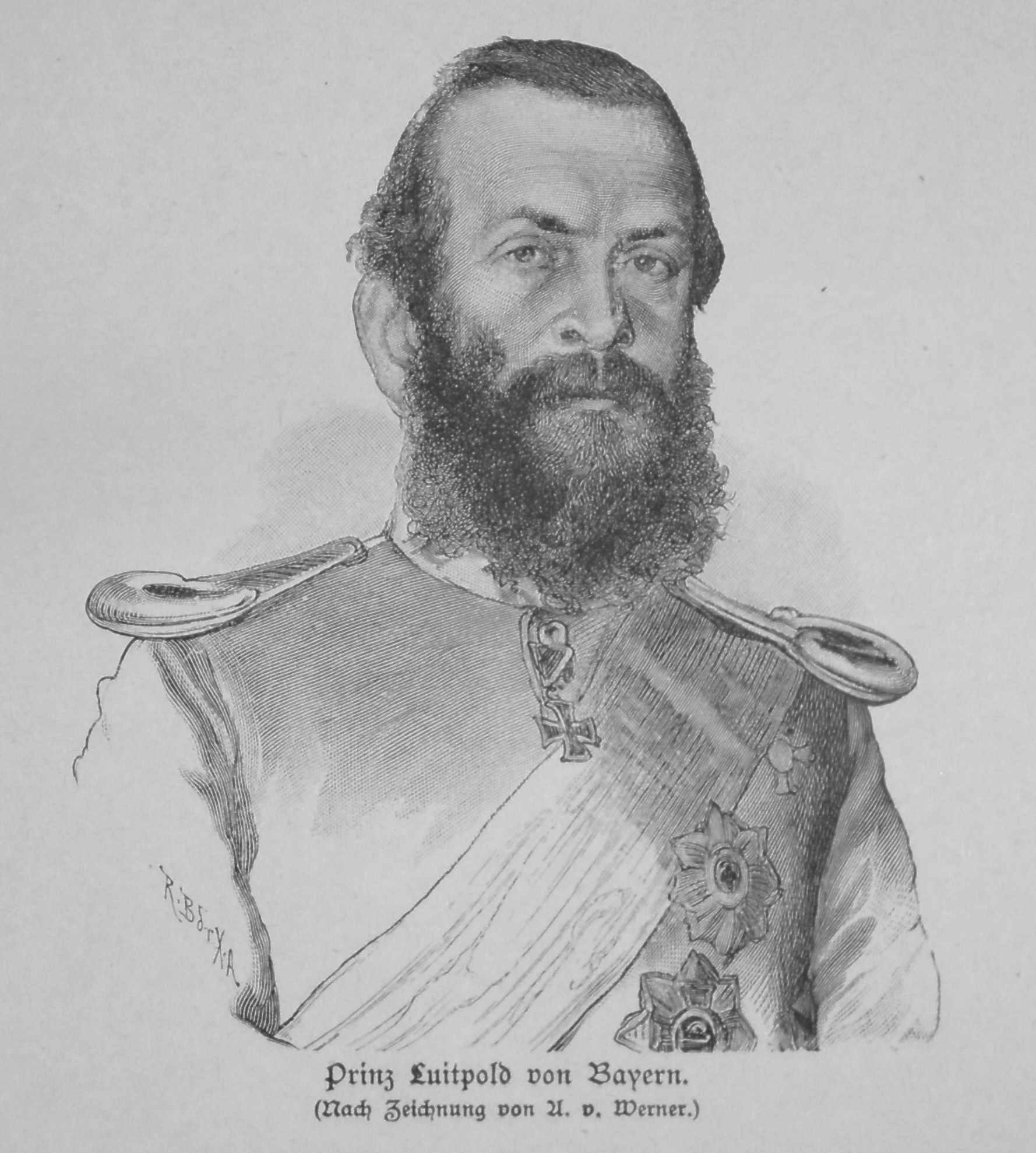
Le prince Luitpold de Bavière (1895).

Quoi qu’il en soit, l’incapacité du couple royal à produire un héritier accentue les critiques à son égard, d’autant que la question de la religion royale ne cesse d'empoisonner la vie politique grecque. Privé d’enfant, Othon est peu à peu contraint de se tourner vers ses frères pour organiser sa succession. Le traité de Londres de 1832 prévoit en effet qu’en cas d'absence de descendance, c’est le prince Luitpold ou, à défaut, le prince Adalbert de Bavière qui doivent lui succéder sur le trône. Or, aucun d’eux ne semble prêt à embrasser l’orthodoxie pour prendre le pouvoir à Athènes. Bien au contraire, en 1844, Luitpold assortit son contrat de mariage avec la princesse Augusta de Toscane d’une promesse d’élever ses enfants dans la religion catholique, ce qui blesse profondément l’opinion publique grecque. Comme en réponse à l'attitude de Luitpold, l’Assemblée constituante mise en place après la révolution de 1843 décide de modifier les règles de succession au trône hellène. Si l’article 40 de la nouvelle constitution réaffirme que « la couronne de Grèce appartient à la dynastie du roi Othon », il précise aussi que « son successeur professera la religion grecque orthodoxe »,.
Ce texte soulève les protestations du roi Louis Ier de Bavière, qui craint de voir ses descendants exclus de la succession au trône. Il reçoit par contre le soutien du gouvernement russe, qui tente, sans succès, de convaincre Luitpold d'accepter, au moins, de baptiser son deuxième fils à naître dans l'orthodoxie. Durant de longues années, la succession reste donc totalement indécise. Alors que les Grecs se tournent de plus en plus vers Adalbert, qui est encore adolescent, Luitpold continue sporadiquement à faire valoir ses droits sur la couronne. En 1846, il annonce ainsi, lors d'un voyage en Grèce et en Orient, que son fils aîné doit apprendre la langue hellène mais il refuse toute idée de conversion. De son côté, Adalbert ne fait guère plus d'efforts pour se positionner en candidat et son mariage avec l'infante Amélie d'Espagne en 1856 réduit d'autant plus les chances de le voir abandonner la religion catholique,.
Dans ces conditions, différents projets sont échafaudés pour trouver un héritier de substitution. Selon certaines rumeurs, la reine Amélie chercherait à imposer sur le trône son demi-frère, le prince Élimar d'Oldenbourg. Pour d'autres, le roi envisagerait de nommer diadoque son petit cousin, le prince orthodoxe Nicolas de Leuchtenberg. Enfin, selon d'autres théories, les grandes puissances conspireraient pour remplacer directement Othon par Philippe de Wurtemberg ou un prince de la maison de Savoie.

### La montée des tensions

#### Le blocus britannique de 1850

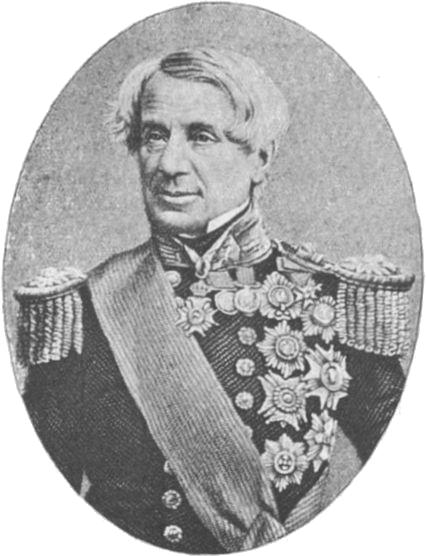
L'ambassadeur britannique Edmund Lyons, ennemi d'Othon (1857).

Contrairement à son père Louis Ier de Bavière, qui est renversé par une révolution en 1848, Othon n’est guère ébranlé par les soulèvements qui accompagnent le « Printemps des peuples ». Le roi espère au contraire profiter du réveil des nationalismes pour réaliser la « Grande Idée ». De fait, dans la République des îles Ioniennes voisine comme dans l'Empire ottoman, les populations de langue hellène réclament de plus en plus vigoureusement l'énosis. Cependant, l’opposition active de la Grande-Bretagne empêche le roi de concrétiser ses projets. Ennemi du souverain depuis qu’il a démis de ses fonctions le très anglophile comte von Armansperg, Edmund Lyons, ambassadeur du Royaume-Uni à Athènes, n'hésite pas à traiter publiquement le roi d'imbécile et l'accuse de se comporter en dictateur. Volontiers pointilleux lorsqu’il s’agit du règlement de la dette hellène, le diplomate proteste régulièrement contre les « mauvais traitements » infligés par la police grecque aux sujets britanniques, même lorsqu'il s'agit de simples brigands ioniens. L'ambassadeur soutient par ailleurs de tout son poids les réclamations des sujets britanniques qui, comme l’historien George Finlay, ont été expropriés de leurs terrains lors du réaménagement d’Athènes.
En 1847, l’Incident Don Pacifico est l’occasion, pour Edmund Lyons, de protester une nouvelle fois contre l’injustice des autorités grecques vis-à-vis de ses ressortissants. Durant une procession orthodoxe, la maison de David Pacifico, un commerçant juif portugais jouissant de la nationalité britannique, a en effet été pillée et incendiée sans que la police intervienne. Par la suite, le gouvernement grec a refusé d’indemniser Pacifico pour les pertes subies. Celui-ci s’est donc tourné vers son consulat pour obtenir réparation. Athènes refusant tout dédommagement, l’affaire Don Pacifico contribue à empoisonner davantage les relations gréco-britanniques,. Le départ de Lyons pour la Suisse en 1849 n’amène pas de réchauffement dans les relations entre les deux pays. De fait, Thomas Wyse, le nouvel ambassadeur britannique, maintient la même politique de défiance vis-à-vis d’Othon et de son gouvernement. S’y ajoutent même des revendications territoriales, puisque le Royaume-Uni réclame l’intégration des îlots grecs de Cervi et de Sapientza à la République des Îles Ioniennes, toujours placée sous protectorat anglais,.
En 1850, un nouveau rebondissement dans l’affaire Don Pacifico conduit le ministre anglais Lord Palmerston à mettre en marche la diplomatie de la canonnière. Prétextant œuvrer pour la Pax Britannica, ce dernier lance en effet un ultimatum en six points à Athènes. 14 navires, 731 canons et 8 000 marins anglais commandés par William Parker organisent alors un blocus des côtes hellènes. Plusieurs bateaux de commerce grecs sont arraisonnés et confisqués tandis que l’économie du royaume est asphyxiée. Incapables de résister à la puissance anglaise, Othon et son gouvernement se soumettent. Cependant, l’attitude de Palmerston choque profondément les chancelleries européennes et Londres doit finalement accepter une médiation française. Après quelques rebondissements (parmi lesquels le fameux discours « Civis Romanus Sum » de Palmerston), David Pacifico et les autres sujets britanniques sont alors généreusement indemnisés par le gouvernement grec mais le Royaume-Uni est contraint d'abandonner ses revendications sur les îles de Cervi et Sapientza,.

#### L'occupation du Pirée par les forces franco-britanniques

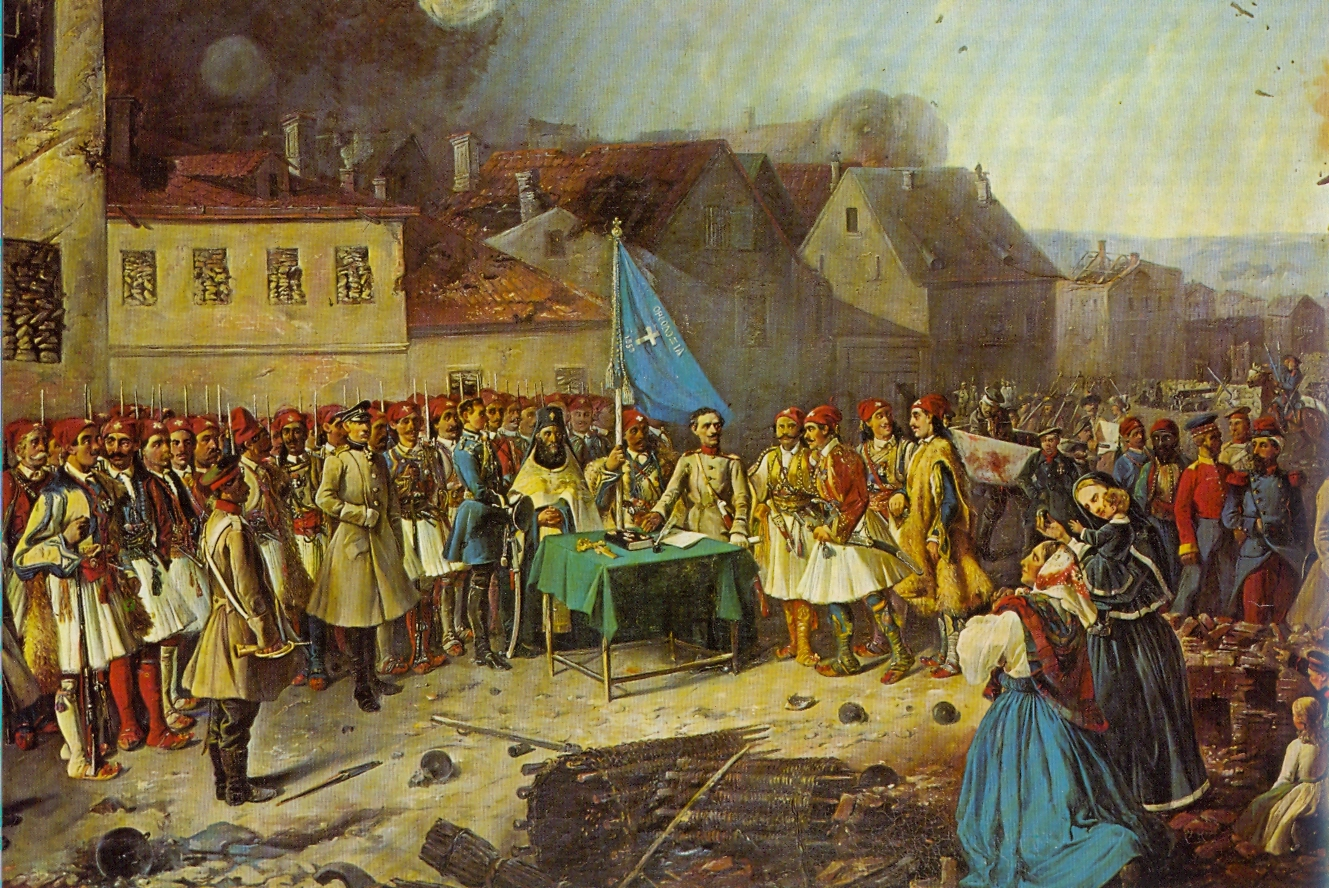
La légion de volontaires grecs devant Sébastopol (1854).

Le début des années 1850 est également marqué par un regain de tensions entre le royaume hellène et la Sublime Porte. 1853 marque en effet le quatre-centième anniversaire de la prise de Constantinople par les Turcs et nombreux sont les Grecs qui y voient le signe de la chute imminente de l'Empire ottoman. Or, un conflit ébranle justement les Balkans et la mer Noire cette année-là : la guerre de Crimée, qui oppose la Russie et l’Empire ottoman, lui-même soutenu par la Grande-Bretagne, la France et le royaume de Piémont-Sardaigne. Désireux de profiter de l’affaiblissement de la Porte pour s'en libérer, de nombreux Grecs ottomans se soulèvent et des révoltes éclatent en Épire, en Thessalie et en Macédoine à partir de 1854. Dans le royaume hellène, des milliers de volontaires partent rejoindre les insurgés et le couple royal n’hésite pas à leur offrir son patronage, malgré les avertissements des diplomates français et britanniques,. Bien que Saint-Pétersbourg ait refusé l’aide militaire d’Athènes, dans la crainte que celle-ci ne réclame la restitution de Constantinople, une légion de volontaires grecs, commandée par Pános Koronéos, s'engage par ailleurs aux côtés des armées du tsar Nicolas Ier lors du siège de Sébastopol.
Soutenu par l'opinion publique hellène, Othon finit par intervenir militairement contre l’Empire ottoman. Des troupes grecques pénètrent en Thessalie et en Épire en avril 1854 mais elles sont rapidement balayées par l’armée turque, pourtant affaiblie par les combats contre les Russes,. En réaction contre cette intervention militaire, la France et la Grande-Bretagne décident d’occuper Le Pirée pour forcer le royaume hellène à revenir à la neutralité. Le 25 mai, l'armée d'Orient du général Forey débarque ainsi en Attique. Elle est rejointe par le 97e régiment d'infanterie britannique le 7 juin. Sous la pression étrangère, Othon doit nommer un nouveau gouvernement, avec à sa tête Aléxandros Mavrokordátos et Dimítrios Kallérgis, mais les relations entre la couronne et le cabinet sont difficiles.
L'occupation franco-britannique dure jusqu'en 1857 et empêche la Grèce de mener toute nouvelle action contre l'Empire ottoman. Finalement exclue de la conférence de Paris de 1856, Athènes n'obtient pas la moindre concession territoriale. Surtout, les grandes puissances profitent de leur nouvel ascendant pour exiger le recouvrement des dettes hellènes et imposer à la Grèce la tutelle d'une commission financière. À ces difficultés diplomatiques et économiques s'ajoute, en 1854, la disparition de la reine-mère Thérèse de Bavière, avec laquelle Othon était resté très proche.

#### La Grèce face au soulèvement de l'Italie et des Balkans

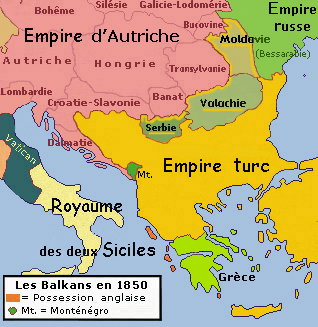
Carte des Balkans en 1850.

Le pays libéré et la question de l'emprunt progressivement réglée, la Grèce connaît une véritable renaissance économique et culturelle. La guerre de Crimée ayant abouti à l’internationalisation du Danube, la marine marchande hellène s’impose plus que jamais dans les Balkans et deux cents des trois cents navires qui parcourent régulièrement le Danube sont bientôt issus du royaume hellène. Partout dans le pays, la navigation à vapeur se développe. Dans le Péloponnèse, de fructueuses fouilles archéologiques sont organisées et Othon relance bientôt son projet de musée archéologique (1858). Des Jeux olympiques sont également recréés grâce au mécénat du philanthrope Evángelos Záppas (1859).
Pourtant, cette vague de développement ne suffit pas à détourner le royaume hellène de la « Grande Idée », d’autant que l’agitation nationaliste reprend dans l’Empire ottoman et les autres régions entourant la Grèce. La promulgation du Hatti-Humayoun de 1856 par le sultan Abdülmecid Ier permet l’émancipation civile des Dhimmis mais ne suffit pas à calmer les velléités indépendantistes des chrétiens, qui sont désormais soumis au service militaire. Ainsi, en Crète, où de nombreux convertis à l’islam profitent de la réforme pour revenir à l’orthodoxie, une nouvelle révolte éclate en 1858. En Roumélie, c’est le nationalisme bulgare qui se réveille et les communautés grecques de Varna, Preslava, et Philippopoli en sont les premières victimes. Plus au nord, le Monténégro se soulève contre les Ottomans et remporte une importante victoire à Grahovo. Dans les mêmes moments, Miloch Obrénovitch reprend le pouvoir en Serbie et Alexandre Cuza unifie les principautés de Moldavie et de Valachie.
À ces événements s’ajoutent le déclenchement du Risorgimento italien (1859-1860). En quelques mois, la botte s’unifie et les Autrichiens sont contraints d’abandonner l’essentiel de la péninsule, ce qui impressionne grandement les Grecs, qui n’ont pas réussi à reprendre la moindre parcelle de territoire à l’Empire ottoman en l’espace de trente ans. Or, Othon se montre pour le moins réticent vis-à-vis de l’unification italienne. La reine des Deux-Siciles Marie-Sophie est en effet sa cousine et il n’éprouve aucune sympathie pour l’Expédition des Mille de Garibaldi. Ce manque d’enthousiasme de la couronne est donc vu comme une nouvelle trahison par l’opinion publique hellène, qui se détache progressivement du roi.
Il reste qu'Othon ne se contente pas d'observer passivement le soulèvement de ses voisins. Il cherche, au contraire, à nouer une alliance avec les autres États balkaniques afin d'organiser le partage de l'Empire ottoman. Des tractations diplomatiques sont entreprises, en ce sens, avec Belgrade et les deux gouvernements conviennent de les étendre progressivement au Monténégro et à la Roumanie,.

### Fin de règne

#### Une succession impossible?

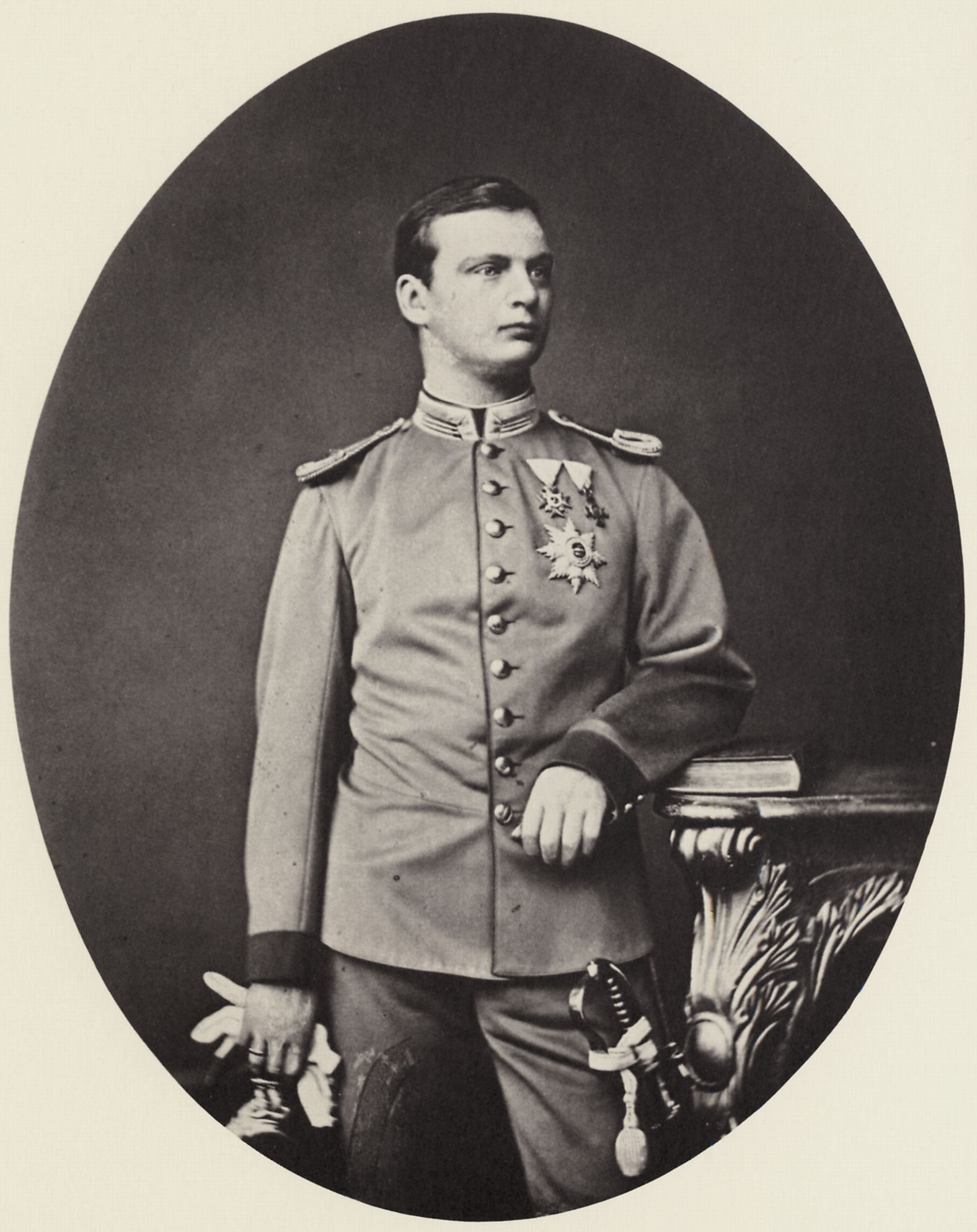
Le prince Louis de Bavière vers 1860.

Othon vieillissant, la question de la succession au trône devient de plus en plus épineuse. Les princes Luitpold et Adalbert de Bavière ayant tous deux fait élever leurs enfants dans le catholicisme, les Grecs se montrent de moins en moins confiants dans la dynastie des Wittelsbach. En 1856, le roi effectue donc un long séjour à Munich afin de convaincre sa famille d’accepter la conversion de l’un de ses membres. Cependant, son voyage est un échec. Les frères cadets d’Othon sont si réticents à l’idée de faire de l’un de leurs enfants un orthodoxe qu’ils envisagent de renoncer à leurs droits en faveur du deuxième fils du roi Maximilien II de Bavière et aucune décision n'est finalement prise. Face à ces tergiversations, l’opinion publique grecque s’impatiente et on parle, à Athènes, de plus en plus ouvertement de changer de dynastie. Parmi les noms évoqués pour succéder à Othon, ceux de Nicolas de Russie, d’Élimar d'Oldenbourg et de Nicolas de Leuchtenberg, obtiennent le plus de soutiens. En 1858, des placards sont ainsi affichés, dans la capitale, pour demander la désignation du petit-fils d'Eugène de Beauharnais comme héritier d'Othon.
Pourtant, le roi n’a pas renoncé à transmettre ses droits à l’un des membres de sa maison. En 1861, Othon retourne une nouvelle fois à Munich pour discuter de la succession avec sa famille. Cette fois, une bonne nouvelle l’attend. Âgé de seize ans, le prince Louis de Bavière, fils aîné de Luitpold, fait connaître sa volonté de monter sur le trône hellène. Malgré leurs réticences, ses parents finissent par accepter le principe d’une conversion, qui serait cependant repoussée à sa majorité, fixée au 5 janvier 1863. Un mariage orthodoxe est par ailleurs envisagé pour l’adolescent, que l’on souhaite fiancer à la princesse Eugénie de Leuchtenberg, sœur de Nicolas. Afin d’officialiser le règlement de la succession, un voyage à Athènes est prévu, pour Louis et son frère Léopold, au printemps 1862. Cependant, le climat politique continue à se détériorer dans le royaume hellène. Des insurrections populaires éclatent dans le pays au moment où les deux princes entreprennent leur voyage en Grèce, ce qui les oblige à rebrousser chemin peu après leur arrivée dans les îles Ioniennes.

#### De l'attentat contre Amélie aux révolutions de 1862

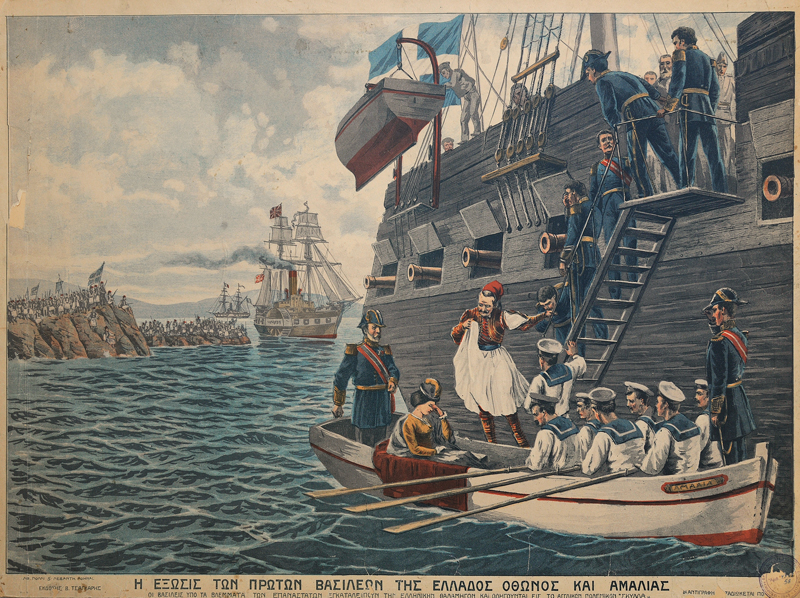
Le départ d'Othon et d'Amélie.

Le 18 septembre 1861, un étudiant du nom d’Aristídis Dósios tire un coup de pistolet sur la reine Amélie alors qu’elle exerce la régence en l’absence d’Othon. La souveraine n’est pas blessée mais l’attentat illustre la montée du mécontentement vis-à-vis de la couronne. Quelques mois plus tard, le 1er février 1862, une insurrection éclate à Nauplie avec à sa tête plusieurs personnalités de renom comme Dimítrios Grívas, Pétros Mavromichális ou Dimítrios Bótsaris. Dans un premier temps, la révolte semble faire des émules et des émeutes se produisent à Santorin, Hydra, Tripolizza et en Messénie. Cependant, le pouvoir parvient rapidement à reprendre la situation en mains et la révolte est réprimée dès le 20 mars.
Dans ce contexte mouvementé, Othon et Amélie partent, le 16 octobre, pour un grand voyage en province afin de raffermir les liens entre le peuple grec et la couronne. Cependant, une nouvelle insurrection éclate deux jours plus tard à Vonitsa, sur le golfe d’Arta, avant de se propager à Missolonghi et Patras. Le 22 octobre, l’insurrection s’étend à la capitale et un gouvernement provisoire ayant à sa tête Dimítrios Voúlgaris, Konstantínos Kanáris et Benizélos Roúphos est mis en place. Dès le lendemain, les révolutionnaires proclament la destitution du couple royal et convoquent une assemblée destinée à élire un nouveau monarque. Malgré tout, la maison de Wittelsbach n'est pas officiellement déchue de ses droits et un prince bavarois semble encore pouvoir monter sur le trône.
Le couple royal est alors amené de Kalamata par le ministre de la police et placé sous la protection d’un navire de guerre britannique, le Scylla. Dans le même temps, les biens des souverains restés au palais royal sont inventoriés avant d’être rendus à leurs légitimes possesseurs. Conseillés par les ambassadeurs des puissances, Othon et Amélie abandonnent alors la Grèce et prennent le chemin de l’exil. Malgré tout, le roi refuse d'abdiquer et n'envisage pas son départ comme définitif.

#### De l'exclusion des Wittelsbach à l'élection deGeorgesIer
Lorsque éclate la révolution à Athènes, les gouvernements des puissances protectrices sont d'abord préoccupés par la volonté expansionniste des Hellènes. Londres, Paris et Saint-Pétersbourg craignent en effet que les révolutionnaires déstabilisent l'équilibre international en déclarant la guerre à l'Empire ottoman pour mettre en œuvre la « Grande Idée ». Cependant, le gouvernement provisoire se montre particulièrement mesuré et prend garde de ne s'aliéner ni les grandes puissances, ni la Sublime Porte. Ainsi, alors qu'un premier projet prévoyait de convoquer des représentants des Grecs de l'Empire ottoman au sein de la nouvelle Assemblée nationale, il est finalement décidé que seuls les Grecs de l'intérieur pourraient y siéger. Rassurés par l'attitude d'Athènes, le Royaume-Uni, la France et la Russie acceptent donc de s'occuper de la succession et de travailler de concert.
Mais, rapidement, des dissensions se font jour entre Londres et Saint-Pétersbourg. En effet, en Grèce, deux noms circulent désormais pour succéder à Othon sur le trône. Le parti anglais soutient activement la candidature du prince Alfred du Royaume-Uni, second fils de la reine Victoria, tandis que le parti russe préférerait voir le duc Nicolas de Leuchtenberg, neveu du tsar Alexandre II, monter sur le trône. Pour la population hellène, le premier candidat offre l'espoir d'un rattachement des îles Ioniennes (encore sous protectorat anglais) à la Grèce et surtout la possibilité d'un rapprochement avec le Royaume-Uni, protecteur traditionnel de l'Empire ottoman. Le duc de Leuchtenberg offre quant à lui l'avantage d'être de confession orthodoxe (comme le stipule l'article 40 de la constitution grecque de 1844) et d'être un proche parent du tsar.

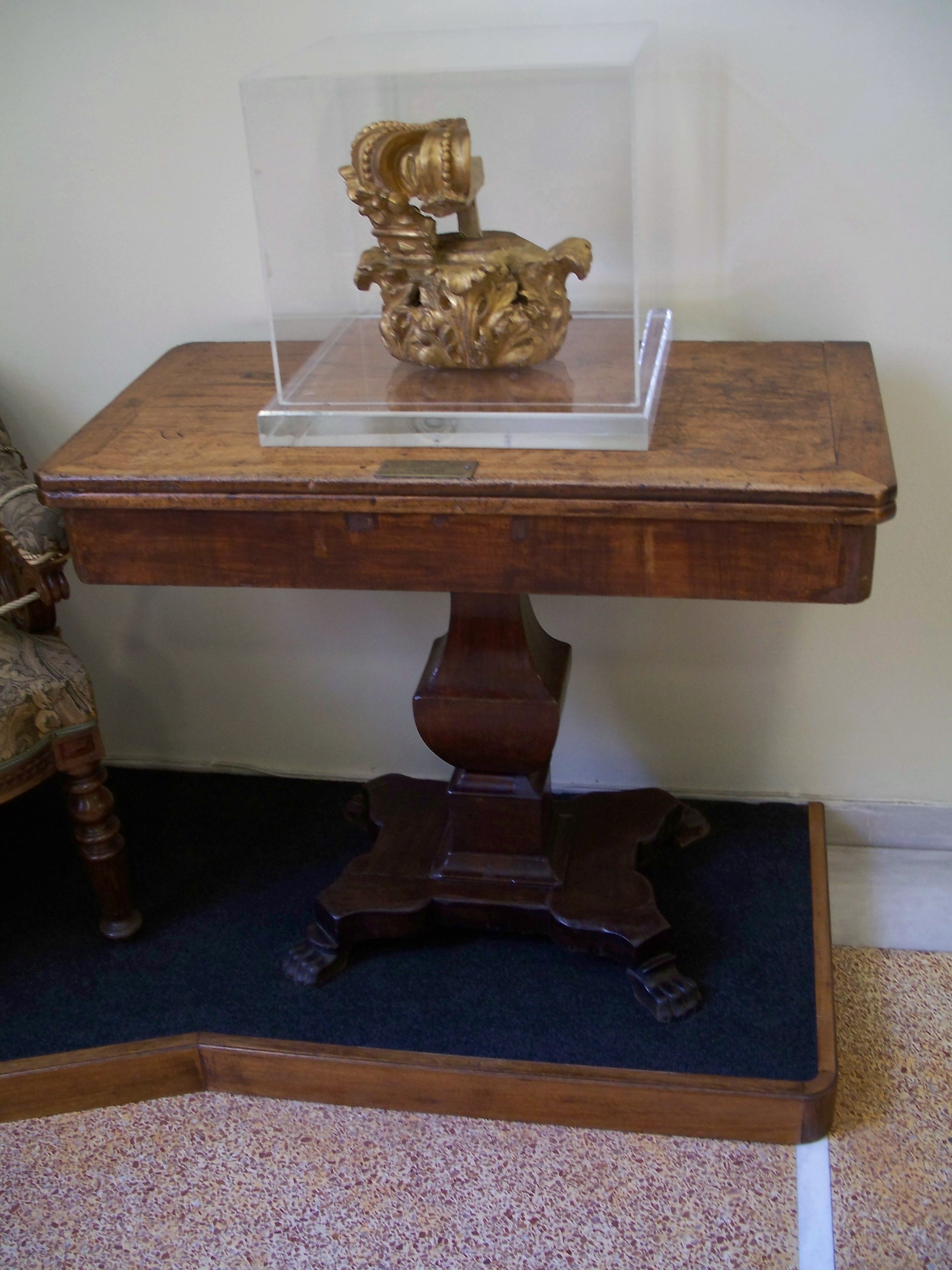
La table sur laquelle a été signé le décret de déposition d'Othon de 1863 et la couronne brisée de l'ex-roi. Musée d'histoire nationale d'Athènes.

Cependant, le traité signé par les grandes puissances lors de la Conférence de Londres de 1832 interdit aux princes issus des maisons régnantes d'Angleterre, de Russie et de France de monter un jour sur le trône hellénique. Le prince Alfred est donc clairement exclu de la succession. Il n'en va pas de même du duc de Leuchtenberg que Saint-Pétersbourg considère comme dynaste parce qu'il n'est pas un Romanov alors que le Royaume-Uni désire fermement l'exclure parce que c'est un proche parent du tsar. Pendant plusieurs semaines, les tensions sont donc fortes entre les deux puissances et, tandis que Saint-Pétersbourg refuse d'exclure le duc de Leuchtenberg, Londres menace d'accepter la candidature du prince Alfred.
Si les puissances protectrices sont divisées à propos de la succession d'Othon, les Grecs se prononcent peu à peu, dans leur majorité, en faveur de la candidature du prince Alfred. Face au risque d'une élection britannique, le gouvernement russe finit donc par accepter officiellement l'exclusion du duc de Leuchtenberg le 2 décembre. En contrepartie, la reine Victoria renonce définitivement, le lendemain, à la candidature de son fils et un accord est signé à ce sujet entre les deux pays le 4 décembre. Pourtant, les Grecs sont loin d'avoir renoncé au candidat anglais et un référendum organisé entre le 6 et le 16 décembre 1862 aboutit à l'élection du prince Alfred comme nouveau souverain. Malgré tout, la consultation populaire ne change rien à l'attitude britannique et Londres refuse une nouvelle fois la couronne hellène le 24 décembre.
En Grèce, l'incapacité du gouvernement et des puissances à trouver un souverain pour le pays favorise l'instabilité. Des groupes de pression, qui soutiennent chacun un candidat différent, apparaissent : le clan des Mavromichális désire le retour des Wittelsbach, celui des Mavrocordato continue à soutenir le prince Alfred, le parti militaire de Grivas appelle de ses vœux la candidature du duc d'Aumale tandis que d'autres groupes se prononcent pour un prince de la maison de Savoie. Dans le même temps, la « Grande Idée » redevient une priorité pour la population hellène et les autorités reparlent d'une guerre contre l'Empire ottoman. Des émeutes se produisent dans différents points du territoire et le brigandage augmente. Décidée à contrer l'influence anglaise en Grèce, la Russie offre son soutien au mouvement expansionniste. Avec l'Italie et la Bavière, elle semble également donner son appui à une restauration des souverains déchus.
Dans ces circonstances, le gouvernement provisoire grec émet, le 2 février 1863, une série de décrets qui réaffirment la déposition d'Othon Ier et d'Amélie en y ajoutant celle de toute la maison de Wittelsbach. Un autre décret reconnaît l'élection d'Alfred lors du référendum de décembre et le proclame roi. Encore une fois, le gouvernement britannique rejette cette offre, ce qui blesse fortement l'opinion publique grecque. Finalement, les grandes puissances parviennent à se mettre d'accord sur la candidature du prince Guillaume de Danemark, qui présente l'avantage d'être à la fois le beau-frère du prince de Galles et le futur beau-frère du tsarévitch de Russie. À partir du 29 avril est organisée à Londres une conférence internationale qui réunit, entre autres, les représentants des puissances protectrices et qui doit régler la question de la succession grecque. Pour le Royaume-Uni, la France et la Russie, il s'agit à la fois de faire reconnaître la vacance du trône hellénique (que la maison de Wittelsbach continue à nier) et à rendre possible l'avènement du prince danois. Cependant la Bavière, conviée à participer à la conférence, s'entête et refuse d'envoyer un de ses représentants reconnaître la déchéance de sa dynastie. Le 27 mai, les puissances protectrices finissent donc par passer outre l'abstention bavaroise et par proclamer officiellement la nécessité de trouver un autre roi pour la Grèce. Le 6 juin suivant, une délégation grecque proclame officiellement, à Copenhague, le prince Guillaume roi des Hellènes sous le nom de Georges Ier.

### Une fin de vie en exil

#### Dernières années

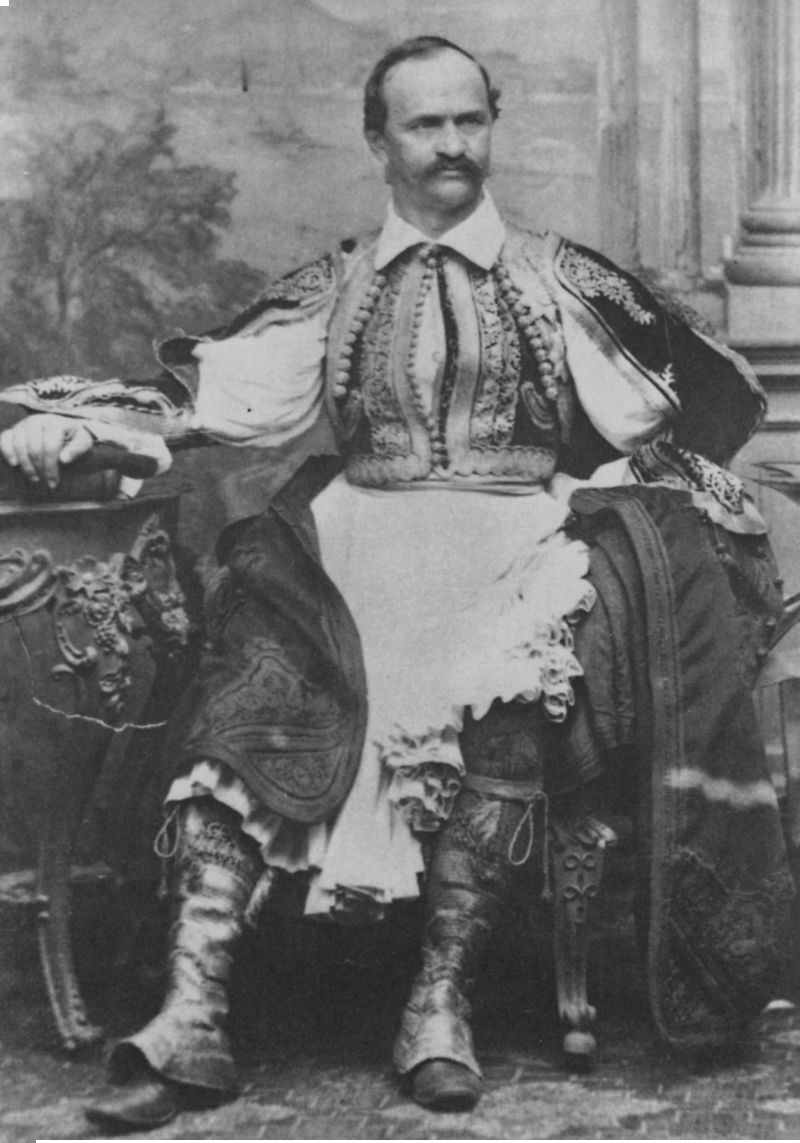
Le roi Othon en exil à Bamberg, en 1865.

Chassés de Grèce, Othon et Amélie sont reçus à Munich par le roi Maximilien II de Bavière et la reine Marie de Prusse. Cependant, après un an d'exil et sans espoir de retour à Athènes, le couple déchu reçoit l'ordre de quitter la capitale pour s'installer à Bamberg. Le frère d'Othon estime en effet que, depuis l'abdication de Louis Ier de Bavière en 1848, il y a assez de deux rois à Munich. Surtout, les relations de Maximilien II avec sa belle-sœur sont tendues : le souverain et sa famille accusent en effet Amélie d'avoir conspiré pour imposer son frère Élimar sur le trône de Grèce et d'avoir ainsi affaibli la position des Wittelsbach. D'abord blessé de ne pas avoir été consulté par son frère, Othon se montre finalement satisfait par cette mise à l'écart, d'autant qu'elle est assortie d'une assez confortable pension. À la Neue Residenz de Bamberg, le roi peut reprendre la fustanelle et former une petite cour avec les fidèles qui l'ont suivi en exil. Chaque jour, entre six heures et huit heures, le grec moderne redevient la langue officielle du palais et la vie politique du royaume hellène reste au cœur des préoccupations des résidents, qui se moquent volontiers du nouveau roi des Hellènes et de sa maladresse.
Dans la journée, Amélie reprend ses chevauchées dans les forêts entourant la Neue Residenz tandis qu'Othon préfère rester dans son palais. Homme superstitieux, l'ancien roi cherche, dans son quotidien, quantité de signes qui pourraient indiquer son retour prochain en Grèce et il écoute avec avidité les « prophéties » qui circulent dans le royaume hellène à ce sujet. La correspondance de l'ex-souverain fourmille ainsi d'anecdotes censées démontrer l'imminence du retour du couple royal à Athènes. Pourtant, la presse hellène ne se montre pas tendre avec les exilés et Othon est régulièrement blessé par les attaques qu'elle lui adresse et qu'il juge injustes. Cela n'empêche pas l'ancien monarque de se montrer généreux avec les Grecs. L'un de ses derniers actes politiques consiste ainsi à offrir 100 000 florins (l'équivalent de la totalité de sa pension annuelle) pour aider à financer la révolte crétoise de 1866,.
La disparition du roi Maximilien II de Bavière en 1864 amène un réchauffement dans les relations entre Othon et sa famille. Louis II, le nouveau monarque, éprouve en effet de l'affection pour son oncle, d'autant que ce dernier partage son goût pour l'opéra. Sous son règne, les anciens souverains grecs sont donc reçus à plusieurs reprises à Munich, même s'ils conservent leur résidence à Bamberg.

#### Mort et inhumation
Othon Ier s'éteint brusquement à Bamberg, le 26 juillet 1867, à la suite d'une épidémie de rougeole. Toujours aussi attaché au royaume hellène, c'est à lui que ses derniers mots sont dirigés. Après avoir conjuré les Grecs à ne plus se rebeller et à soutenir Georges Ier pour pouvoir libérer la Crète, le souverain déchu s'éteint en disant, d'une voix tremblante : « Grèce, Grèce, ma chère Grèce… ».

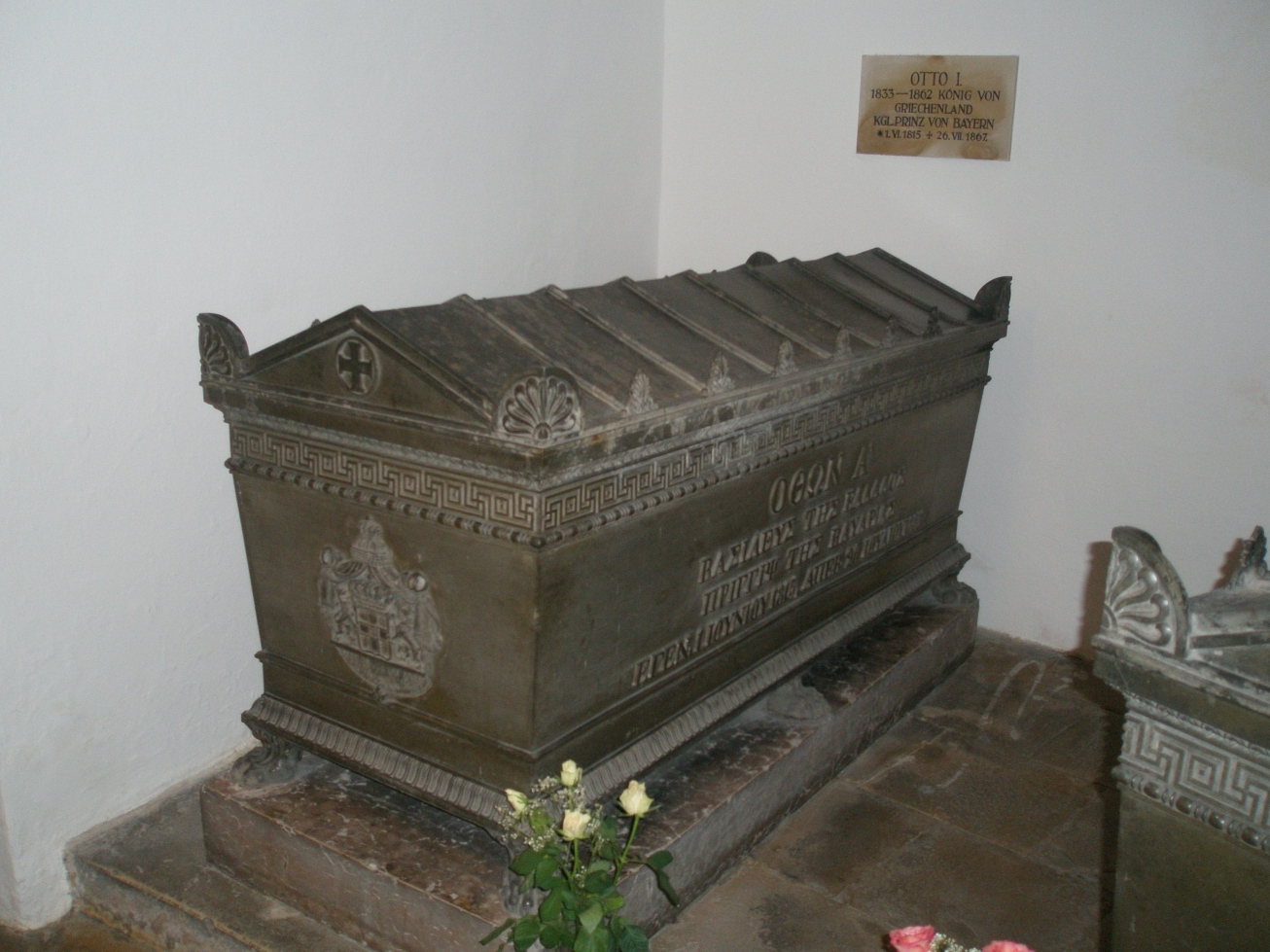
Le tombeau d'Othon, à Munich.

Vêtue du costume national grec, la dépouille mortelle d'Othon est ensuite conduite à l'église des Théatins de Munich, où elle est placée dans la crypte familiale des Wittelsbach. À cette occasion, des funérailles officielles sont organisées, auxquelles participe le corps diplomatique dans son intégralité.
En Grèce, la disparition du souverain est reçue avec tristesse et nombreux sont les journaux qui lui dressent un dernier éloge. Même l'opposition insiste sur l'amour du défunt pour le pays et son peuple, sur son patriotisme et sur son sens moral irréprochable. Pourtant, le dernier vœu du souverain, faire ériger à sa mémoire un petit monument en marbre du Pentélique dans les jardins du palais royal, n'est pas exaucé par son successeur.
La reine Amélie survit à son époux jusqu'en 1875, date à laquelle sa dépouille est, à son tour, transférée à la Theatinerkirche.

#### Postérité: les Wittelsbach et la Grèce
Après la mort d’Othon et d’Amélie, la famille royale de Bavière se détourne de la Grèce, à laquelle elle réclame toutefois, sans succès, le remboursement des sommes prêtées par le roi Louis Ier à son fils. Tous les Wittelsbach n’ont cependant pas la même attitude vis-à-vis de la nation hellène. L’impératrice Élisabeth d’Autriche, née duchesse en Bavière, effectue ainsi de nombreux séjours en Grèce durant le règne de Georges Ier. À partir de 1888, elle fait même construire une villa, l’Achilleion, sur l’île de Corfou, rattachée au royaume de Grèce en 1864. Après l’assassinat de l’impératrice en 1898, sa fille cadette, l’archiduchesse Marie-Valérie d'Autriche, hérite du palais mais s’en sépare en 1907.
Par la suite, les Wittelsbach perdent tout lien direct avec la nation hellène et il faut attendre 1959 pour que les héritiers d’Othon reconnaissent officiellement la dynastie de Georges Ier. Cette année-là, le duc Albert de Bavière, arrière-petit-fils du prince Luitpold et nouveau chef de la maison royale, envoie son fils Maximilien-Emmanuel à Athènes afin de remettre au roi Paul Ier de Grèce, petit-fils de Georges Ier, les regalia emportés par Othon et Amélie en 1862. Par ce geste, l’héritier du trône bavarois marque la réconciliation des deux dynasties et reconnaît la légitimité des Glücksbourg.

## Dans la culture

### Toponyme et odonyme
En Bavière, la commune d'Ottobrunn, située au sud-est de Munich, doit son nom au roi Othon, qui est parti de là rejoindre sa nouvelle patrie. Une colonne de pierre de style dorique, appelée Ottosäule, y marque l'endroit précis où le roi a pris congé de son père.
En Grèce, l'avenue Óthonos-Amalías de Patras porte le nom du roi et de son épouse Amélie d'Oldenbourg. Une place située dans le centre historique de la ville portait également le nom d'Othon Ier jusqu'à la déposition du souverain en 1862.

### Musées et monuments

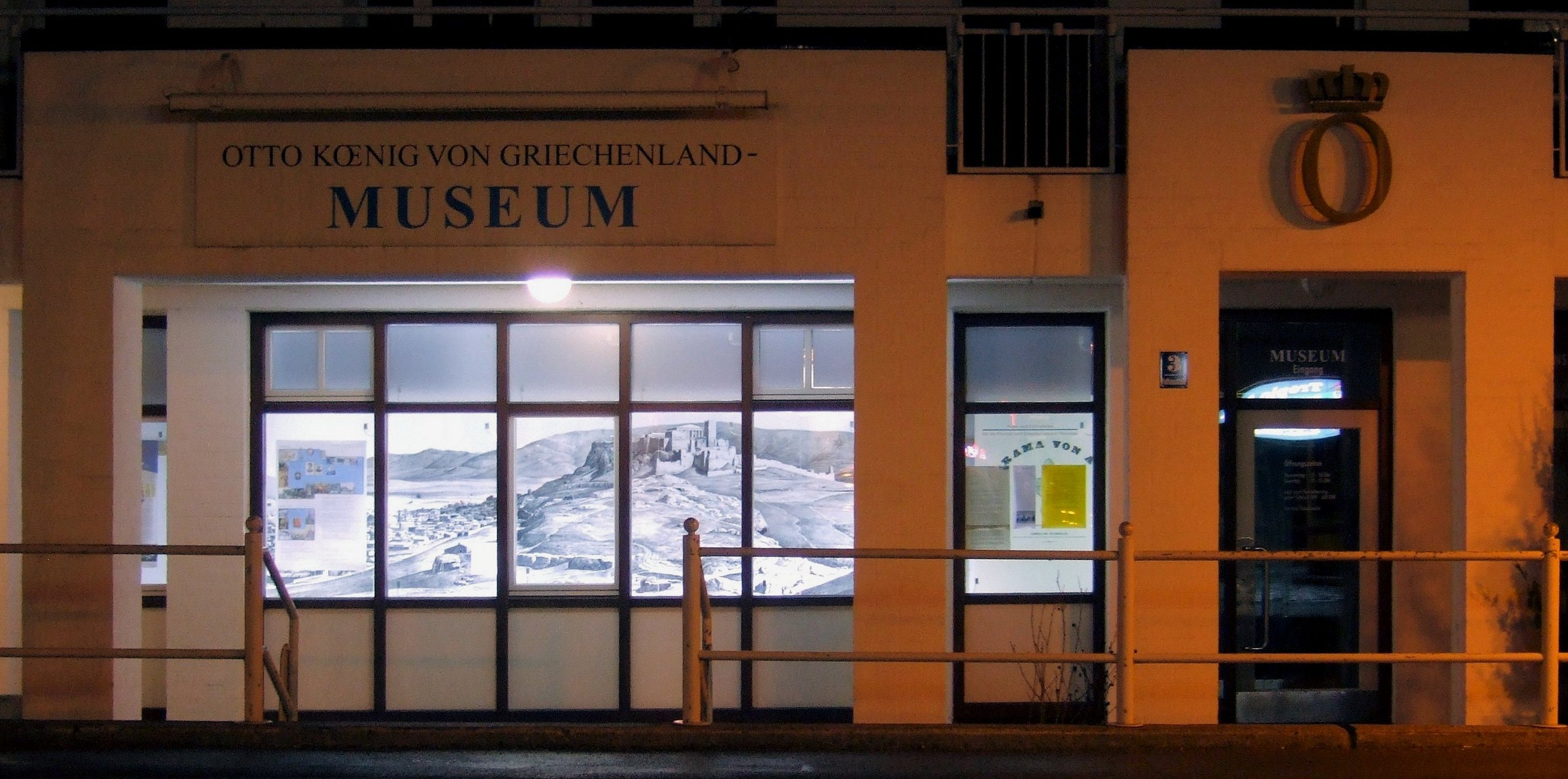
Vue du musée Roi-Othon-de-Grèce d'Ottobrunn.

En Bavière,  le musée Roi-Othon-de-Grèce d'Ottobrunn existe depuis 1989. Riches d'environ deux cents objets, ses collections retracent l'histoire de la guerre d'indépendance grecque, du philhellénisme et du règne d'Othon.
Inauguré en 1862, le Propylée de Munich célèbre, quant à lui, l'élection d'Othon comme roi de Grèce.
Enfin, la König-Otto-Kapelle de Kiefersfelden commémore le départ du roi Othon pour la Grèce.
En Grèce, la première résidence athénienne d'Othon abrite aujourd'hui le musée de la Ville d'Athènes. Parmi ses collections, se trouvent nombre d'objets ayant appartenu à l'ancien souverain.
Le Musée d'histoire nationale d'Athènes présente, lui aussi, des objets et des documents relatifs au règne d'Othon.
Fondée en 1837, l'Université nationale et capodistrienne d'Athènes s'est d'abord appelée Université othonienne. Débaptisée en 1862, elle conserve, sur sa façade, une fresque représentant le roi Othon entouré des principales sciences.

### Navire de guerre
L’Othon est un ancien navire de la marine de guerre hellénique, en service entre 1838 et 1864.

### Philatélie et numismatique

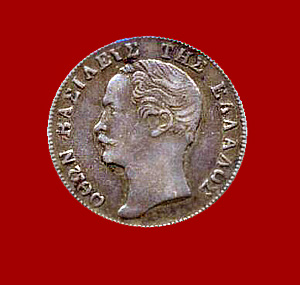
Pièce d’une demi-drachme (1855). Légende en Ὄθων, Βασιλεὺς τῆς Ἑλλάδος (Óthon, Vasiléfs tis Elládos), c'est-à-dire « Othon, Roi de Grèce ».

Deux timbres à l'effigie d'Othon Ier ont été émis par la Poste grecque en 1956 et 1957.
Différentes pièces de monnaie à l’effigie du roi ont été mises en circulation par la Grèce entre 1833 et 1855.

### Littérature
Le poète allemand Heinrich Heine se moque du roi Louis Ier de Bavière et de son fils Othon dans le poème « Lobgesänge auf König Ludwig ».

### Cinéma et télévision
En 1926, le rôle d’Othon est interprété par l’acteur Ilías Kanakás dans le film grec Maria Pentayotissa d’Achilléas Madrás.
En 2011, le septième épisode du docufiction grec 1821 produit par la chaîne Skai TV évoque le roi Othon Ier de Grèce et les conditions de son élection au trône.

## Arbres généalogiques

### La famille d'Othon et la Grèce
|  |  |                                                                     |                                                                     |                                                                     |                                                                     |                                                                     |                                                                     |  |  |                                                         |                                                         | Frédéric Ier, Duc de Saxe-Hildburghausen ∞ Charlotte, Pcesse de Mecklembourg-Strelitz | Frédéric Ier, Duc de Saxe-Hildburghausen ∞ Charlotte, Pcesse de Mecklembourg-Strelitz | Frédéric Ier, Duc de Saxe-Hildburghausen ∞ Charlotte, Pcesse de Mecklembourg-Strelitz | Frédéric Ier, Duc de Saxe-Hildburghausen ∞ Charlotte, Pcesse de Mecklembourg-Strelitz | Frédéric Ier, Duc de Saxe-Hildburghausen ∞ Charlotte, Pcesse de Mecklembourg-Strelitz | Frédéric Ier, Duc de Saxe-Hildburghausen ∞ Charlotte, Pcesse de Mecklembourg-Strelitz |                                                             |                                                             |                                                             |                                                             |                                        |                                        |                                                    |                                                    |                                                    |                                                    |                                                    |                                                    |                               |                               |                               |                               |                                                                     |                                                                     |                                                                      |                                                                      |                                                                      |                                                                      |                                                                      |                                                                      |                                                          |                                                          |                                                          |                                                          |                                                          |                                                          |                          |                          | Maximilien Ier, Roi de Bavière ∞ Wilhelmine, Pcesse de Hesse-Darmstadt ∞ Caroline, Pcesse de Bade | Maximilien Ier, Roi de Bavière ∞ Wilhelmine, Pcesse de Hesse-Darmstadt ∞ Caroline, Pcesse de Bade | Maximilien Ier, Roi de Bavière ∞ Wilhelmine, Pcesse de Hesse-Darmstadt ∞ Caroline, Pcesse de Bade | Maximilien Ier, Roi de Bavière ∞ Wilhelmine, Pcesse de Hesse-Darmstadt ∞ Caroline, Pcesse de Bade | Maximilien Ier, Roi de Bavière ∞ Wilhelmine, Pcesse de Hesse-Darmstadt ∞ Caroline, Pcesse de Bade | Maximilien Ier, Roi de Bavière ∞ Wilhelmine, Pcesse de Hesse-Darmstadt ∞ Caroline, Pcesse de Bade |                                                         |                                                         |                                                                   |                                                                   |                                                                   |                                                                   |                                                                   |                                                                   |                                                             |                                                             |                                                            |                                                            |                                                        |                                                        |                                                                                 |                                                                                 |                                                                                 |                                                                                 |                                                                                 |                                                                                 |  |  |  |  |  |  |  |  |  |  |  |  |  |  |  |  |  |  |  |  |  |  |
|  |  |                                                                     |                                                                     |                                                                     |                                                                     |                                                                     |                                                                     |  |  |                                                         |                                                         | Frédéric Ier, Duc de Saxe-Hildburghausen ∞ Charlotte, Pcesse de Mecklembourg-Strelitz | Frédéric Ier, Duc de Saxe-Hildburghausen ∞ Charlotte, Pcesse de Mecklembourg-Strelitz | Frédéric Ier, Duc de Saxe-Hildburghausen ∞ Charlotte, Pcesse de Mecklembourg-Strelitz | Frédéric Ier, Duc de Saxe-Hildburghausen ∞ Charlotte, Pcesse de Mecklembourg-Strelitz | Frédéric Ier, Duc de Saxe-Hildburghausen ∞ Charlotte, Pcesse de Mecklembourg-Strelitz | Frédéric Ier, Duc de Saxe-Hildburghausen ∞ Charlotte, Pcesse de Mecklembourg-Strelitz |                                                             |                                                             |                                                             |                                                             |                                        |                                        |                                                    |                                                    |                                                    |                                                    |                                                    |                                                    |                               |                               |                               |                               |                                                                     |                                                                     |                                                                      |                                                                      |                                                                      |                                                                      |                                                                      |                                                                      |                                                          |                                                          |                                                          |                                                          |                                                          |                                                          |                          |                          | Maximilien Ier, Roi de Bavière ∞ Wilhelmine, Pcesse de Hesse-Darmstadt ∞ Caroline, Pcesse de Bade | Maximilien Ier, Roi de Bavière ∞ Wilhelmine, Pcesse de Hesse-Darmstadt ∞ Caroline, Pcesse de Bade | Maximilien Ier, Roi de Bavière ∞ Wilhelmine, Pcesse de Hesse-Darmstadt ∞ Caroline, Pcesse de Bade | Maximilien Ier, Roi de Bavière ∞ Wilhelmine, Pcesse de Hesse-Darmstadt ∞ Caroline, Pcesse de Bade | Maximilien Ier, Roi de Bavière ∞ Wilhelmine, Pcesse de Hesse-Darmstadt ∞ Caroline, Pcesse de Bade | Maximilien Ier, Roi de Bavière ∞ Wilhelmine, Pcesse de Hesse-Darmstadt ∞ Caroline, Pcesse de Bade |                                                         |                                                         |                                                                   |                                                                   |                                                                   |                                                                   |                                                                   |                                                                   |                                                             |                                                             |                                                            |                                                            |                                                        |                                                        |                                                                                 |                                                                                 |                                                                                 |                                                                                 |                                                                                 |                                                                                 |  |  |  |  |  |  |  |  |  |  |  |  |  |  |  |  |  |  |  |  |  |  |
|  |  |                                                                     |                                                                     |                                                                     |                                                                     |                                                                     |                                                                     |  |  |                                                         |                                                         |                                                                                       |                                                                                       |                                                                                       |                                                                                       |                                                                                       |                                                                                       |                                                             |                                                             |                                                             |                                                             |                                        |                                        |                                                    |                                                    |                                                    |                                                    |                                                    |                                                    |                               |                               |                               |                               |                                                                     |                                                                     |                                                                      |                                                                      |                                                                      |                                                                      |                                                                      |                                                                      |                                                          |                                                          |                                                          |                                                          |                                                          |                                                          |                          |                          |                                                                                                   |                                                                                                   |                                                                                                   |                                                                                                   |                                                                                                   |                                                                                                   |                                                         |                                                         |                                                                   |                                                                   |                                                                   |                                                                   |                                                                   |                                                                   |                                                             |                                                             |                                                            |                                                            |                                                        |                                                        |                                                                                 |                                                                                 |                                                                                 |                                                                                 |                                                                                 |                                                                                 |  |  |  |  |  |  |  |  |  |  |  |  |  |  |  |  |  |  |  |  |  |  |
|  |  |                                                                     |                                                                     |                                                                     |                                                                     |                                                                     |                                                                     |  |  |                                                         |                                                         |                                                                                       |                                                                                       |                                                                                       |                                                                                       |                                                                                       |                                                                                       |                                                             |                                                             |                                                             |                                                             |                                        |                                        |                                                    |                                                    |                                                    |                                                    |                                                    |                                                    |                               |                               |                               |                               |                                                                     |                                                                     |                                                                      |                                                                      |                                                                      |                                                                      |                                                                      |                                                                      |                                                          |                                                          |                                                          |                                                          |                                                          |                                                          |                          |                          |                                                                                                   |                                                                                                   |                                                                                                   |                                                                                                   |                                                                                                   |                                                                                                   |                                                         |                                                         |                                                                   |                                                                   |                                                                   |                                                                   |                                                                   |                                                                   |                                                             |                                                             |                                                            |                                                            |                                                        |                                                        |                                                                                 |                                                                                 |                                                                                 |                                                                                 |                                                                                 |                                                                                 |  |  |  |  |  |  |  |  |  |  |  |  |  |  |  |  |  |  |  |  |  |  |
|  |  | Joseph Ier, Duc de Saxe-Altenbourg ∞ Amélie, Pcesse de Wurtemberg   | Joseph Ier, Duc de Saxe-Altenbourg ∞ Amélie, Pcesse de Wurtemberg   | Joseph Ier, Duc de Saxe-Altenbourg ∞ Amélie, Pcesse de Wurtemberg   | Joseph Ier, Duc de Saxe-Altenbourg ∞ Amélie, Pcesse de Wurtemberg   | Joseph Ier, Duc de Saxe-Altenbourg ∞ Amélie, Pcesse de Wurtemberg   | Joseph Ier, Duc de Saxe-Altenbourg ∞ Amélie, Pcesse de Wurtemberg   |  |  |                                                         |                                                         | Édouard, Pce de Saxe-Altenbourg ∞ Amélie, Pcesse de Sigmaringen                       | Édouard, Pce de Saxe-Altenbourg ∞ Amélie, Pcesse de Sigmaringen                       | Édouard, Pce de Saxe-Altenbourg ∞ Amélie, Pcesse de Sigmaringen                       | Édouard, Pce de Saxe-Altenbourg ∞ Amélie, Pcesse de Sigmaringen                       | Édouard, Pce de Saxe-Altenbourg ∞ Amélie, Pcesse de Sigmaringen                       | Édouard, Pce de Saxe-Altenbourg ∞ Amélie, Pcesse de Sigmaringen                       |                                                             |                                                             |                                                             |                                                             | Thérèse, Pcesse de Saxe-Hildburghausen | Thérèse, Pcesse de Saxe-Hildburghausen | Thérèse, Pcesse de Saxe-Hildburghausen             | Thérèse, Pcesse de Saxe-Hildburghausen             | Thérèse, Pcesse de Saxe-Hildburghausen             | Thérèse, Pcesse de Saxe-Hildburghausen             |                                                    |                                                    | (1) Louis Ier, Roi de Bavière | (1) Louis Ier, Roi de Bavière | (1) Louis Ier, Roi de Bavière | (1) Louis Ier, Roi de Bavière | (1) Louis Ier, Roi de Bavière                                       | (1) Louis Ier, Roi de Bavière                                       |                                                                      |                                                                      |                                                                      |                                                                      |                                                                      |                                                                      | (1) Charles, Pce de Bavière ∞ Sophie, Bnne de Bayrstorff | (1) Charles, Pce de Bavière ∞ Sophie, Bnne de Bayrstorff | (1) Charles, Pce de Bavière ∞ Sophie, Bnne de Bayrstorff | (1) Charles, Pce de Bavière ∞ Sophie, Bnne de Bayrstorff | (1) Charles, Pce de Bavière ∞ Sophie, Bnne de Bayrstorff | (1) Charles, Pce de Bavière ∞ Sophie, Bnne de Bayrstorff |                          |                          |                                                                                                   |                                                                                                   |                                                                                                   |                                                                                                   |                                                                                                   |                                                                                                   |                                                         |                                                         | (1) Augusta-Amélie, Pcesse de Bavière ∞ Eugène, Vice-roi d'Italie | (1) Augusta-Amélie, Pcesse de Bavière ∞ Eugène, Vice-roi d'Italie | (1) Augusta-Amélie, Pcesse de Bavière ∞ Eugène, Vice-roi d'Italie | (1) Augusta-Amélie, Pcesse de Bavière ∞ Eugène, Vice-roi d'Italie | (1) Augusta-Amélie, Pcesse de Bavière ∞ Eugène, Vice-roi d'Italie | (1) Augusta-Amélie, Pcesse de Bavière ∞ Eugène, Vice-roi d'Italie |                                                             |                                                             |                                                            |                                                            |                                                        |                                                        | (2) Ludovica, Pcesse de Bavière ∞ Maximilien, Duc en Bavière                    | (2) Ludovica, Pcesse de Bavière ∞ Maximilien, Duc en Bavière                    | (2) Ludovica, Pcesse de Bavière ∞ Maximilien, Duc en Bavière                    | (2) Ludovica, Pcesse de Bavière ∞ Maximilien, Duc en Bavière                    | (2) Ludovica, Pcesse de Bavière ∞ Maximilien, Duc en Bavière                    | (2) Ludovica, Pcesse de Bavière ∞ Maximilien, Duc en Bavière                    |  |  |  |  |  |  |  |  |  |  |  |  |  |  |  |  |  |  |  |  |  |  |
|  |  | Joseph Ier, Duc de Saxe-Altenbourg ∞ Amélie, Pcesse de Wurtemberg   | Joseph Ier, Duc de Saxe-Altenbourg ∞ Amélie, Pcesse de Wurtemberg   | Joseph Ier, Duc de Saxe-Altenbourg ∞ Amélie, Pcesse de Wurtemberg   | Joseph Ier, Duc de Saxe-Altenbourg ∞ Amélie, Pcesse de Wurtemberg   | Joseph Ier, Duc de Saxe-Altenbourg ∞ Amélie, Pcesse de Wurtemberg   | Joseph Ier, Duc de Saxe-Altenbourg ∞ Amélie, Pcesse de Wurtemberg   |  |  |                                                         |                                                         | Édouard, Pce de Saxe-Altenbourg ∞ Amélie, Pcesse de Sigmaringen                       | Édouard, Pce de Saxe-Altenbourg ∞ Amélie, Pcesse de Sigmaringen                       | Édouard, Pce de Saxe-Altenbourg ∞ Amélie, Pcesse de Sigmaringen                       | Édouard, Pce de Saxe-Altenbourg ∞ Amélie, Pcesse de Sigmaringen                       | Édouard, Pce de Saxe-Altenbourg ∞ Amélie, Pcesse de Sigmaringen                       | Édouard, Pce de Saxe-Altenbourg ∞ Amélie, Pcesse de Sigmaringen                       |                                                             |                                                             |                                                             |                                                             | Thérèse, Pcesse de Saxe-Hildburghausen | Thérèse, Pcesse de Saxe-Hildburghausen | Thérèse, Pcesse de Saxe-Hildburghausen             | Thérèse, Pcesse de Saxe-Hildburghausen             | Thérèse, Pcesse de Saxe-Hildburghausen             | Thérèse, Pcesse de Saxe-Hildburghausen             |                                                    |                                                    | (1) Louis Ier, Roi de Bavière | (1) Louis Ier, Roi de Bavière | (1) Louis Ier, Roi de Bavière | (1) Louis Ier, Roi de Bavière | (1) Louis Ier, Roi de Bavière                                       | (1) Louis Ier, Roi de Bavière                                       |                                                                      |                                                                      |                                                                      |                                                                      |                                                                      |                                                                      | (1) Charles, Pce de Bavière ∞ Sophie, Bnne de Bayrstorff | (1) Charles, Pce de Bavière ∞ Sophie, Bnne de Bayrstorff | (1) Charles, Pce de Bavière ∞ Sophie, Bnne de Bayrstorff | (1) Charles, Pce de Bavière ∞ Sophie, Bnne de Bayrstorff | (1) Charles, Pce de Bavière ∞ Sophie, Bnne de Bayrstorff | (1) Charles, Pce de Bavière ∞ Sophie, Bnne de Bayrstorff |                          |                          |                                                                                                   |                                                                                                   |                                                                                                   |                                                                                                   |                                                                                                   |                                                                                                   |                                                         |                                                         | (1) Augusta-Amélie, Pcesse de Bavière ∞ Eugène, Vice-roi d'Italie | (1) Augusta-Amélie, Pcesse de Bavière ∞ Eugène, Vice-roi d'Italie | (1) Augusta-Amélie, Pcesse de Bavière ∞ Eugène, Vice-roi d'Italie | (1) Augusta-Amélie, Pcesse de Bavière ∞ Eugène, Vice-roi d'Italie | (1) Augusta-Amélie, Pcesse de Bavière ∞ Eugène, Vice-roi d'Italie | (1) Augusta-Amélie, Pcesse de Bavière ∞ Eugène, Vice-roi d'Italie |                                                             |                                                             |                                                            |                                                            |                                                        |                                                        | (2) Ludovica, Pcesse de Bavière ∞ Maximilien, Duc en Bavière                    | (2) Ludovica, Pcesse de Bavière ∞ Maximilien, Duc en Bavière                    | (2) Ludovica, Pcesse de Bavière ∞ Maximilien, Duc en Bavière                    | (2) Ludovica, Pcesse de Bavière ∞ Maximilien, Duc en Bavière                    | (2) Ludovica, Pcesse de Bavière ∞ Maximilien, Duc en Bavière                    | (2) Ludovica, Pcesse de Bavière ∞ Maximilien, Duc en Bavière                    |  |  |  |  |  |  |  |  |  |  |  |  |  |  |  |  |  |  |  |  |  |  |
|  |  |                                                                     |                                                                     |                                                                     |                                                                     |                                                                     |                                                                     |  |  |                                                         |                                                         |                                                                                       |                                                                                       |                                                                                       |                                                                                       |                                                                                       |                                                                                       |                                                             |                                                             |                                                             |                                                             |                                        |                                        |                                                    |                                                    |                                                    |                                                    |                                                    |                                                    |                               |                               |                               |                               |                                                                     |                                                                     |                                                                      |                                                                      |                                                                      |                                                                      |                                                                      |                                                                      |                                                          |                                                          |                                                          |                                                          |                                                          |                                                          |                          |                          |                                                                                                   |                                                                                                   |                                                                                                   |                                                                                                   |                                                                                                   |                                                                                                   |                                                         |                                                         |                                                                   |                                                                   |                                                                   |                                                                   |                                                                   |                                                                   |                                                             |                                                             |                                                            |                                                            |                                                        |                                                        |                                                                                 |                                                                                 |                                                                                 |                                                                                 |                                                                                 |                                                                                 |  |  |  |  |  |  |  |  |  |  |  |  |  |  |  |  |  |  |  |  |  |  |
|  |  |                                                                     |                                                                     |                                                                     |                                                                     |                                                                     |                                                                     |  |  |                                                         |                                                         |                                                                                       |                                                                                       |                                                                                       |                                                                                       |                                                                                       |                                                                                       |                                                             |                                                             |                                                             |                                                             |                                        |                                        |                                                    |                                                    |                                                    |                                                    |                                                    |                                                    |                               |                               |                               |                               |                                                                     |                                                                     |                                                                      |                                                                      |                                                                      |                                                                      |                                                                      |                                                                      |                                                          |                                                          |                                                          |                                                          |                                                          |                                                          |                          |                          |                                                                                                   |                                                                                                   |                                                                                                   |                                                                                                   |                                                                                                   |                                                                                                   |                                                         |                                                         |                                                                   |                                                                   |                                                                   |                                                                   |                                                                   |                                                                   |                                                             |                                                             |                                                            |                                                            |                                                        |                                                        |                                                                                 |                                                                                 |                                                                                 |                                                                                 |                                                                                 |                                                                                 |  |  |  |  |  |  |  |  |  |  |  |  |  |  |  |  |  |  |  |  |  |  |
|  |  |                                                                     |                                                                     |                                                                     |                                                                     |                                                                     |                                                                     |  |  |                                                         |                                                         |                                                                                       |                                                                                       |                                                                                       |                                                                                       |                                                                                       |                                                                                       |                                                             |                                                             |                                                             |                                                             |                                        |                                        |                                                    |                                                    |                                                    |                                                    |                                                    |                                                    |                               |                               |                               |                               |                                                                     |                                                                     |                                                                      |                                                                      |                                                                      |                                                                      |                                                                      |                                                                      |                                                          |                                                          |                                                          |                                                          |                                                          |                                                          |                          |                          |                                                                                                   |                                                                                                   |                                                                                                   |                                                                                                   |                                                                                                   |                                                                                                   |                                                         |                                                         |                                                                   |                                                                   |                                                                   |                                                                   |                                                                   |                                                                   |                                                             |                                                             |                                                            |                                                            |                                                        |                                                        |                                                                                 |                                                                                 |                                                                                 |                                                                                 |                                                                                 |                                                                                 |  |  |  |  |  |  |  |  |  |  |  |  |  |  |  |  |  |  |  |  |  |  |
|  |  | Alexandra, Pcesse de Saxe-Altenbourg ∞ Constantin, Gd-duc de Russie | Alexandra, Pcesse de Saxe-Altenbourg ∞ Constantin, Gd-duc de Russie | Alexandra, Pcesse de Saxe-Altenbourg ∞ Constantin, Gd-duc de Russie | Alexandra, Pcesse de Saxe-Altenbourg ∞ Constantin, Gd-duc de Russie | Alexandra, Pcesse de Saxe-Altenbourg ∞ Constantin, Gd-duc de Russie | Alexandra, Pcesse de Saxe-Altenbourg ∞ Constantin, Gd-duc de Russie |  |  | Élimar, Pce d'Oldenbourg ∞ Natalia Vogel von Friesenhof | Élimar, Pce d'Oldenbourg ∞ Natalia Vogel von Friesenhof | Élimar, Pce d'Oldenbourg ∞ Natalia Vogel von Friesenhof                               | Élimar, Pce d'Oldenbourg ∞ Natalia Vogel von Friesenhof                               | Élimar, Pce d'Oldenbourg ∞ Natalia Vogel von Friesenhof                               | Élimar, Pce d'Oldenbourg ∞ Natalia Vogel von Friesenhof                               |                                                                                       |                                                                                       | Amélie, Pcesse d'Oldenbourg                                 | Amélie, Pcesse d'Oldenbourg                                 | Amélie, Pcesse d'Oldenbourg                                 | Amélie, Pcesse d'Oldenbourg                                 | Amélie, Pcesse d'Oldenbourg            | Amélie, Pcesse d'Oldenbourg            |                                                    |                                                    | Othon Ier, Roi de Grèce                            | Othon Ier, Roi de Grèce                            | Othon Ier, Roi de Grèce                            | Othon Ier, Roi de Grèce                            | Othon Ier, Roi de Grèce       | Othon Ier, Roi de Grèce       |                               |                               | Luitpold, Régent de Bavière ∞ Auguste-Ferdinande, Pcesse de Toscane | Luitpold, Régent de Bavière ∞ Auguste-Ferdinande, Pcesse de Toscane | Luitpold, Régent de Bavière ∞ Auguste-Ferdinande, Pcesse de Toscane  | Luitpold, Régent de Bavière ∞ Auguste-Ferdinande, Pcesse de Toscane  | Luitpold, Régent de Bavière ∞ Auguste-Ferdinande, Pcesse de Toscane  | Luitpold, Régent de Bavière ∞ Auguste-Ferdinande, Pcesse de Toscane  |                                                                      |                                                                      | Adalbert, Pce de Bavière ∞ Amélie, Infante d'Espagne     | Adalbert, Pce de Bavière ∞ Amélie, Infante d'Espagne     | Adalbert, Pce de Bavière ∞ Amélie, Infante d'Espagne     | Adalbert, Pce de Bavière ∞ Amélie, Infante d'Espagne     | Adalbert, Pce de Bavière ∞ Amélie, Infante d'Espagne     | Adalbert, Pce de Bavière ∞ Amélie, Infante d'Espagne     |                          |                          |                                                                                                   |                                                                                                   | Maximilien II, Roi de Bavière ∞ Marie, Pcesse de Prusse                                           | Maximilien II, Roi de Bavière ∞ Marie, Pcesse de Prusse                                           | Maximilien II, Roi de Bavière ∞ Marie, Pcesse de Prusse                                           | Maximilien II, Roi de Bavière ∞ Marie, Pcesse de Prusse                                           | Maximilien II, Roi de Bavière ∞ Marie, Pcesse de Prusse | Maximilien II, Roi de Bavière ∞ Marie, Pcesse de Prusse |                                                                   |                                                                   |                                                                   |                                                                   | Maximilien Duc de Leuchtenberg ∞ Marie, Gde-Dsse de Russie        | Maximilien Duc de Leuchtenberg ∞ Marie, Gde-Dsse de Russie        | Maximilien Duc de Leuchtenberg ∞ Marie, Gde-Dsse de Russie  | Maximilien Duc de Leuchtenberg ∞ Marie, Gde-Dsse de Russie  | Maximilien Duc de Leuchtenberg ∞ Marie, Gde-Dsse de Russie | Maximilien Duc de Leuchtenberg ∞ Marie, Gde-Dsse de Russie |                                                        |                                                        | Élisabeth, Pcesse en Bavière ∞ François-Joseph Ier, Empereur d'Autriche-Hongrie | Élisabeth, Pcesse en Bavière ∞ François-Joseph Ier, Empereur d'Autriche-Hongrie | Élisabeth, Pcesse en Bavière ∞ François-Joseph Ier, Empereur d'Autriche-Hongrie | Élisabeth, Pcesse en Bavière ∞ François-Joseph Ier, Empereur d'Autriche-Hongrie | Élisabeth, Pcesse en Bavière ∞ François-Joseph Ier, Empereur d'Autriche-Hongrie | Élisabeth, Pcesse en Bavière ∞ François-Joseph Ier, Empereur d'Autriche-Hongrie |  |  |  |  |  |  |  |  |  |  |  |  |  |  |  |  |  |  |  |  |  |  |
|  |  | Alexandra, Pcesse de Saxe-Altenbourg ∞ Constantin, Gd-duc de Russie | Alexandra, Pcesse de Saxe-Altenbourg ∞ Constantin, Gd-duc de Russie | Alexandra, Pcesse de Saxe-Altenbourg ∞ Constantin, Gd-duc de Russie | Alexandra, Pcesse de Saxe-Altenbourg ∞ Constantin, Gd-duc de Russie | Alexandra, Pcesse de Saxe-Altenbourg ∞ Constantin, Gd-duc de Russie | Alexandra, Pcesse de Saxe-Altenbourg ∞ Constantin, Gd-duc de Russie |  |  | Élimar, Pce d'Oldenbourg ∞ Natalia Vogel von Friesenhof | Élimar, Pce d'Oldenbourg ∞ Natalia Vogel von Friesenhof | Élimar, Pce d'Oldenbourg ∞ Natalia Vogel von Friesenhof                               | Élimar, Pce d'Oldenbourg ∞ Natalia Vogel von Friesenhof                               | Élimar, Pce d'Oldenbourg ∞ Natalia Vogel von Friesenhof                               | Élimar, Pce d'Oldenbourg ∞ Natalia Vogel von Friesenhof                               |                                                                                       |                                                                                       | Amélie, Pcesse d'Oldenbourg                                 | Amélie, Pcesse d'Oldenbourg                                 | Amélie, Pcesse d'Oldenbourg                                 | Amélie, Pcesse d'Oldenbourg                                 | Amélie, Pcesse d'Oldenbourg            | Amélie, Pcesse d'Oldenbourg            |                                                    |                                                    | Othon Ier, Roi de Grèce                            | Othon Ier, Roi de Grèce                            | Othon Ier, Roi de Grèce                            | Othon Ier, Roi de Grèce                            | Othon Ier, Roi de Grèce       | Othon Ier, Roi de Grèce       |                               |                               | Luitpold, Régent de Bavière ∞ Auguste-Ferdinande, Pcesse de Toscane | Luitpold, Régent de Bavière ∞ Auguste-Ferdinande, Pcesse de Toscane | Luitpold, Régent de Bavière ∞ Auguste-Ferdinande, Pcesse de Toscane  | Luitpold, Régent de Bavière ∞ Auguste-Ferdinande, Pcesse de Toscane  | Luitpold, Régent de Bavière ∞ Auguste-Ferdinande, Pcesse de Toscane  | Luitpold, Régent de Bavière ∞ Auguste-Ferdinande, Pcesse de Toscane  |                                                                      |                                                                      | Adalbert, Pce de Bavière ∞ Amélie, Infante d'Espagne     | Adalbert, Pce de Bavière ∞ Amélie, Infante d'Espagne     | Adalbert, Pce de Bavière ∞ Amélie, Infante d'Espagne     | Adalbert, Pce de Bavière ∞ Amélie, Infante d'Espagne     | Adalbert, Pce de Bavière ∞ Amélie, Infante d'Espagne     | Adalbert, Pce de Bavière ∞ Amélie, Infante d'Espagne     |                          |                          |                                                                                                   |                                                                                                   | Maximilien II, Roi de Bavière ∞ Marie, Pcesse de Prusse                                           | Maximilien II, Roi de Bavière ∞ Marie, Pcesse de Prusse                                           | Maximilien II, Roi de Bavière ∞ Marie, Pcesse de Prusse                                           | Maximilien II, Roi de Bavière ∞ Marie, Pcesse de Prusse                                           | Maximilien II, Roi de Bavière ∞ Marie, Pcesse de Prusse | Maximilien II, Roi de Bavière ∞ Marie, Pcesse de Prusse |                                                                   |                                                                   |                                                                   |                                                                   | Maximilien Duc de Leuchtenberg ∞ Marie, Gde-Dsse de Russie        | Maximilien Duc de Leuchtenberg ∞ Marie, Gde-Dsse de Russie        | Maximilien Duc de Leuchtenberg ∞ Marie, Gde-Dsse de Russie  | Maximilien Duc de Leuchtenberg ∞ Marie, Gde-Dsse de Russie  | Maximilien Duc de Leuchtenberg ∞ Marie, Gde-Dsse de Russie | Maximilien Duc de Leuchtenberg ∞ Marie, Gde-Dsse de Russie |                                                        |                                                        | Élisabeth, Pcesse en Bavière ∞ François-Joseph Ier, Empereur d'Autriche-Hongrie | Élisabeth, Pcesse en Bavière ∞ François-Joseph Ier, Empereur d'Autriche-Hongrie | Élisabeth, Pcesse en Bavière ∞ François-Joseph Ier, Empereur d'Autriche-Hongrie | Élisabeth, Pcesse en Bavière ∞ François-Joseph Ier, Empereur d'Autriche-Hongrie | Élisabeth, Pcesse en Bavière ∞ François-Joseph Ier, Empereur d'Autriche-Hongrie | Élisabeth, Pcesse en Bavière ∞ François-Joseph Ier, Empereur d'Autriche-Hongrie |  |  |  |  |  |  |  |  |  |  |  |  |  |  |  |  |  |  |  |  |  |  |
|  |  |                                                                     |                                                                     |                                                                     |                                                                     |                                                                     |                                                                     |  |  |                                                         |                                                         |                                                                                       |                                                                                       |                                                                                       |                                                                                       |                                                                                       |                                                                                       |                                                             |                                                             |                                                             |                                                             |                                        |                                        |                                                    |                                                    |                                                    |                                                    |                                                    |                                                    |                               |                               |                               |                               |                                                                     |                                                                     |                                                                      |                                                                      |                                                                      |                                                                      |                                                                      |                                                                      |                                                          |                                                          |                                                          |                                                          |                                                          |                                                          |                          |                          |                                                                                                   |                                                                                                   |                                                                                                   |                                                                                                   |                                                                                                   |                                                                                                   |                                                         |                                                         |                                                                   |                                                                   |                                                                   |                                                                   |                                                                   |                                                                   |                                                             |                                                             |                                                            |                                                            |                                                        |                                                        |                                                                                 |                                                                                 |                                                                                 |                                                                                 |                                                                                 |                                                                                 |  |  |  |  |  |  |  |  |  |  |  |  |  |  |  |  |  |  |  |  |  |  |
|  |  |                                                                     |                                                                     |                                                                     |                                                                     |                                                                     |                                                                     |  |  |                                                         |                                                         |                                                                                       |                                                                                       |                                                                                       |                                                                                       |                                                                                       |                                                                                       |                                                             |                                                             |                                                             |                                                             |                                        |                                        |                                                    |                                                    |                                                    |                                                    |                                                    |                                                    |                               |                               |                               |                               |                                                                     |                                                                     |                                                                      |                                                                      |                                                                      |                                                                      |                                                                      |                                                                      |                                                          |                                                          |                                                          |                                                          |                                                          |                                                          |                          |                          |                                                                                                   |                                                                                                   |                                                                                                   |                                                                                                   |                                                                                                   |                                                                                                   |                                                         |                                                         |                                                                   |                                                                   |                                                                   |                                                                   |                                                                   |                                                                   |                                                             |                                                             |                                                            |                                                            |                                                        |                                                        |                                                                                 |                                                                                 |                                                                                 |                                                                                 |                                                                                 |                                                                                 |  |  |  |  |  |  |  |  |  |  |  |  |  |  |  |  |  |  |  |  |  |  |
|  |  |                                                                     |                                                                     |                                                                     |                                                                     |                                                                     |                                                                     |  |  |                                                         |                                                         |                                                                                       |                                                                                       |                                                                                       |                                                                                       |                                                                                       |                                                                                       |                                                             |                                                             |                                                             |                                                             |                                        |                                        |                                                    |                                                    |                                                    |                                                    |                                                    |                                                    |                               |                               |                               |                               |                                                                     |                                                                     |                                                                      |                                                                      |                                                                      |                                                                      |                                                                      |                                                                      |                                                          |                                                          |                                                          |                                                          |                                                          |                                                          |                          |                          |                                                                                                   |                                                                                                   |                                                                                                   |                                                                                                   |                                                                                                   |                                                                                                   |                                                         |                                                         |                                                                   |                                                                   |                                                                   |                                                                   |                                                                   |                                                                   |                                                             |                                                             |                                                            |                                                            |                                                        |                                                        |                                                                                 |                                                                                 |                                                                                 |                                                                                 |                                                                                 |                                                                                 |  |  |  |  |  |  |  |  |  |  |  |  |  |  |  |  |  |  |  |  |  |  |
|  |  |                                                                     |                                                                     |                                                                     |                                                                     |                                                                     |                                                                     |  |  |                                                         |                                                         |                                                                                       |                                                                                       |                                                                                       |                                                                                       |                                                                                       |                                                                                       |                                                             |                                                             |                                                             |                                                             |                                        |                                        |                                                    |                                                    |                                                    |                                                    |                                                    |                                                    |                               |                               |                               |                               |                                                                     |                                                                     |                                                                      |                                                                      |                                                                      |                                                                      |                                                                      |                                                                      |                                                          |                                                          |                                                          |                                                          |                                                          |                                                          |                          |                          |                                                                                                   |                                                                                                   |                                                                                                   |                                                                                                   |                                                                                                   |                                                                                                   |                                                         |                                                         |                                                                   |                                                                   |                                                                   |                                                                   |                                                                   |                                                                   |                                                             |                                                             |                                                            |                                                            |                                                        |                                                        |                                                                                 |                                                                                 |                                                                                 |                                                                                 |                                                                                 |                                                                                 |  |  |  |  |  |  |  |  |  |  |  |  |  |  |  |  |  |  |  |  |  |  |
|  |  | Olga, Gde-Dsse de Russie ∞ Georges Ier, Roi des Hellènes            | Olga, Gde-Dsse de Russie ∞ Georges Ier, Roi des Hellènes            | Olga, Gde-Dsse de Russie ∞ Georges Ier, Roi des Hellènes            | Olga, Gde-Dsse de Russie ∞ Georges Ier, Roi des Hellènes            | Olga, Gde-Dsse de Russie ∞ Georges Ier, Roi des Hellènes            | Olga, Gde-Dsse de Russie ∞ Georges Ier, Roi des Hellènes            |  |  |                                                         |                                                         |                                                                                       |                                                                                       |                                                                                       |                                                                                       | Louis III, Roi de Bavière ∞ Marie-Thérèse, Pcesse de Modène                           | Louis III, Roi de Bavière ∞ Marie-Thérèse, Pcesse de Modène                           | Louis III, Roi de Bavière ∞ Marie-Thérèse, Pcesse de Modène | Louis III, Roi de Bavière ∞ Marie-Thérèse, Pcesse de Modène | Louis III, Roi de Bavière ∞ Marie-Thérèse, Pcesse de Modène | Louis III, Roi de Bavière ∞ Marie-Thérèse, Pcesse de Modène |                                        |                                        | Léopold, Pce de Bavière ∞ Gisèle, Adsse d'Autriche | Léopold, Pce de Bavière ∞ Gisèle, Adsse d'Autriche | Léopold, Pce de Bavière ∞ Gisèle, Adsse d'Autriche | Léopold, Pce de Bavière ∞ Gisèle, Adsse d'Autriche | Léopold, Pce de Bavière ∞ Gisèle, Adsse d'Autriche | Léopold, Pce de Bavière ∞ Gisèle, Adsse d'Autriche |                               |                               |                               |                               |                                                                     |                                                                     | Louis-Ferdinand, Pce de Bavière ∞ Maria de la Paz, Infante d'Espagne | Louis-Ferdinand, Pce de Bavière ∞ Maria de la Paz, Infante d'Espagne | Louis-Ferdinand, Pce de Bavière ∞ Maria de la Paz, Infante d'Espagne | Louis-Ferdinand, Pce de Bavière ∞ Maria de la Paz, Infante d'Espagne | Louis-Ferdinand, Pce de Bavière ∞ Maria de la Paz, Infante d'Espagne | Louis-Ferdinand, Pce de Bavière ∞ Maria de la Paz, Infante d'Espagne |                                                          |                                                          | Louis II, Roi de Bavière                                 | Louis II, Roi de Bavière                                 | Louis II, Roi de Bavière                                 | Louis II, Roi de Bavière                                 | Louis II, Roi de Bavière | Louis II, Roi de Bavière |                                                                                                   |                                                                                                   | Othon Ier, Roi de Bavière                                                                         | Othon Ier, Roi de Bavière                                                                         | Othon Ier, Roi de Bavière                                                                         | Othon Ier, Roi de Bavière                                                                         | Othon Ier, Roi de Bavière                               | Othon Ier, Roi de Bavière                               |                                                                   |                                                                   | Nicolas Duc de Leuchtenberg ∞ Nadège, Ctesse de Beauharnais       | Nicolas Duc de Leuchtenberg ∞ Nadège, Ctesse de Beauharnais       | Nicolas Duc de Leuchtenberg ∞ Nadège, Ctesse de Beauharnais       | Nicolas Duc de Leuchtenberg ∞ Nadège, Ctesse de Beauharnais       | Nicolas Duc de Leuchtenberg ∞ Nadège, Ctesse de Beauharnais | Nicolas Duc de Leuchtenberg ∞ Nadège, Ctesse de Beauharnais |                                                            |                                                            | Marie, Pcesse de Leuchtenberg ∞ Guillaume, Pce de Bade | Marie, Pcesse de Leuchtenberg ∞ Guillaume, Pce de Bade | Marie, Pcesse de Leuchtenberg ∞ Guillaume, Pce de Bade                          | Marie, Pcesse de Leuchtenberg ∞ Guillaume, Pce de Bade                          | Marie, Pcesse de Leuchtenberg ∞ Guillaume, Pce de Bade                          | Marie, Pcesse de Leuchtenberg ∞ Guillaume, Pce de Bade                          |                                                                                 |                                                                                 |  |  |  |  |  |  |  |  |  |  |  |  |  |  |  |  |  |  |  |  |  |  |

Légende :

 : Souverains grecs

 : Héritiers possibles d'Othon

 : Candidats alternatifs à Othon (en 1822-1832 ou 1862-1863)

### Quartiers d'Othon
|  |                                                                   |  |  |  |  |  |  |  |  |  |  |  |  |  |  |  |
|  | 16. Christian III de Deux-Ponts-Birkenfeld                        |  |  |  |  |  |  |  |  |  |  |  |  |  |  |  |
|  |                                                                   |  |  |  |  |  |  |  |  |  |  |  |  |  |  |  |
|  |                                                                   |  |  |  |  |  |  |  |  |  |  |  |  |  |  |  |
|  | 8. Frédéric-Michel de Deux-Ponts-Birkenfeld                       |  |  |  |  |  |  |  |  |  |  |  |  |  |  |  |
|  |                                                                   |  |  |  |  |  |  |  |  |  |  |  |  |  |  |  |
|  |                                                                   |  |  |  |  |  |  |  |  |  |  |  |  |  |  |  |
|  | 17. Caroline de Nassau-Sarrebruck                                 |  |  |  |  |  |  |  |  |  |  |  |  |  |  |  |
|  |                                                                   |  |  |  |  |  |  |  |  |  |  |  |  |  |  |  |
|  |                                                                   |  |  |  |  |  |  |  |  |  |  |  |  |  |  |  |
|  | 4. Maximilien Ier de Bavière                                      |  |  |  |  |  |  |  |  |  |  |  |  |  |  |  |
|  |                                                                   |  |  |  |  |  |  |  |  |  |  |  |  |  |  |  |
|  |                                                                   |  |  |  |  |  |  |  |  |  |  |  |  |  |  |  |
|  | 18. Joseph Charles de Palatinat-Soulzbach                         |  |  |  |  |  |  |  |  |  |  |  |  |  |  |  |
|  |                                                                   |  |  |  |  |  |  |  |  |  |  |  |  |  |  |  |
|  |                                                                   |  |  |  |  |  |  |  |  |  |  |  |  |  |  |  |
|  | 9. Françoise de Palatinat-Soulzbach                               |  |  |  |  |  |  |  |  |  |  |  |  |  |  |  |
|  |                                                                   |  |  |  |  |  |  |  |  |  |  |  |  |  |  |  |
|  |                                                                   |  |  |  |  |  |  |  |  |  |  |  |  |  |  |  |
|  | 19. Élisabeth-Auguste de Palatinat-Neubourg                       |  |  |  |  |  |  |  |  |  |  |  |  |  |  |  |
|  |                                                                   |  |  |  |  |  |  |  |  |  |  |  |  |  |  |  |
|  |                                                                   |  |  |  |  |  |  |  |  |  |  |  |  |  |  |  |
|  | 2. Louis Ier de Bavière                                           |  |  |  |  |  |  |  |  |  |  |  |  |  |  |  |
|  |                                                                   |  |  |  |  |  |  |  |  |  |  |  |  |  |  |  |
|  |                                                                   |  |  |  |  |  |  |  |  |  |  |  |  |  |  |  |
|  | 20. Louis VIII de Hesse-Darmstadt                                 |  |  |  |  |  |  |  |  |  |  |  |  |  |  |  |
|  |                                                                   |  |  |  |  |  |  |  |  |  |  |  |  |  |  |  |
|  |                                                                   |  |  |  |  |  |  |  |  |  |  |  |  |  |  |  |
|  | 10. Georges-Guillaume de Hesse-Darmstadt (=30)                    |  |  |  |  |  |  |  |  |  |  |  |  |  |  |  |
|  |                                                                   |  |  |  |  |  |  |  |  |  |  |  |  |  |  |  |
|  |                                                                   |  |  |  |  |  |  |  |  |  |  |  |  |  |  |  |
|  | 21. Charlotte de Hanau-Lichtenberg                                |  |  |  |  |  |  |  |  |  |  |  |  |  |  |  |
|  |                                                                   |  |  |  |  |  |  |  |  |  |  |  |  |  |  |  |
|  |                                                                   |  |  |  |  |  |  |  |  |  |  |  |  |  |  |  |
|  | 5. Wilhelmine de Hesse-Darmstadt                                  |  |  |  |  |  |  |  |  |  |  |  |  |  |  |  |
|  |                                                                   |  |  |  |  |  |  |  |  |  |  |  |  |  |  |  |
|  |                                                                   |  |  |  |  |  |  |  |  |  |  |  |  |  |  |  |
|  | 22. Christian-Charles-Reinhard de Leiningen-Dagsbourg-Falkenbourg |  |  |  |  |  |  |  |  |  |  |  |  |  |  |  |
|  |                                                                   |  |  |  |  |  |  |  |  |  |  |  |  |  |  |  |
|  |                                                                   |  |  |  |  |  |  |  |  |  |  |  |  |  |  |  |
|  | 11. Marie-Louise de Leiningen-Dagsbourg-Falkenbourg (=31)         |  |  |  |  |  |  |  |  |  |  |  |  |  |  |  |
|  |                                                                   |  |  |  |  |  |  |  |  |  |  |  |  |  |  |  |
|  |                                                                   |  |  |  |  |  |  |  |  |  |  |  |  |  |  |  |
|  | 23. Catherine-Polyxène de Solms-Rödelheim et Assenheim            |  |  |  |  |  |  |  |  |  |  |  |  |  |  |  |
|  |                                                                   |  |  |  |  |  |  |  |  |  |  |  |  |  |  |  |
|  |                                                                   |  |  |  |  |  |  |  |  |  |  |  |  |  |  |  |
|  | 1. Othon Ier de Grèce                                             |  |  |  |  |  |  |  |  |  |  |  |  |  |  |  |
|  |                                                                   |  |  |  |  |  |  |  |  |  |  |  |  |  |  |  |
|  |                                                                   |  |  |  |  |  |  |  |  |  |  |  |  |  |  |  |
|  | 24. Ernest-Frédéric II de Saxe-Hildburghausen                     |  |  |  |  |  |  |  |  |  |  |  |  |  |  |  |
|  |                                                                   |  |  |  |  |  |  |  |  |  |  |  |  |  |  |  |
|  |                                                                   |  |  |  |  |  |  |  |  |  |  |  |  |  |  |  |
|  | 12. Ernest-Frédéric III de Saxe-Hildburghausen                    |  |  |  |  |  |  |  |  |  |  |  |  |  |  |  |
|  |                                                                   |  |  |  |  |  |  |  |  |  |  |  |  |  |  |  |
|  |                                                                   |  |  |  |  |  |  |  |  |  |  |  |  |  |  |  |
|  | 25. Caroline d'Erbach-Fürstenau                                   |  |  |  |  |  |  |  |  |  |  |  |  |  |  |  |
|  |                                                                   |  |  |  |  |  |  |  |  |  |  |  |  |  |  |  |
|  |                                                                   |  |  |  |  |  |  |  |  |  |  |  |  |  |  |  |
|  | 6. Frédéric Ier de Saxe-Hildburghausen                            |  |  |  |  |  |  |  |  |  |  |  |  |  |  |  |
|  |                                                                   |  |  |  |  |  |  |  |  |  |  |  |  |  |  |  |
|  |                                                                   |  |  |  |  |  |  |  |  |  |  |  |  |  |  |  |
|  | 26. Ernest-Auguste Ier de Saxe-Weimar-Eisenach                    |  |  |  |  |  |  |  |  |  |  |  |  |  |  |  |
|  |                                                                   |  |  |  |  |  |  |  |  |  |  |  |  |  |  |  |
|  |                                                                   |  |  |  |  |  |  |  |  |  |  |  |  |  |  |  |
|  | 13. Ernestine de Saxe-Weimar-Eisenach                             |  |  |  |  |  |  |  |  |  |  |  |  |  |  |  |
|  |                                                                   |  |  |  |  |  |  |  |  |  |  |  |  |  |  |  |
|  |                                                                   |  |  |  |  |  |  |  |  |  |  |  |  |  |  |  |
|  | 27. Sophie-Charlotte de Brandebourg-Bayreuth                      |  |  |  |  |  |  |  |  |  |  |  |  |  |  |  |
|  |                                                                   |  |  |  |  |  |  |  |  |  |  |  |  |  |  |  |
|  |                                                                   |  |  |  |  |  |  |  |  |  |  |  |  |  |  |  |
|  | 3. Thérèse de Saxe-Hildburghausen                                 |  |  |  |  |  |  |  |  |  |  |  |  |  |  |  |
|  |                                                                   |  |  |  |  |  |  |  |  |  |  |  |  |  |  |  |
|  |                                                                   |  |  |  |  |  |  |  |  |  |  |  |  |  |  |  |
|  | 28. Charles Ier de Mecklembourg-Strelitz                          |  |  |  |  |  |  |  |  |  |  |  |  |  |  |  |
|  |                                                                   |  |  |  |  |  |  |  |  |  |  |  |  |  |  |  |
|  |                                                                   |  |  |  |  |  |  |  |  |  |  |  |  |  |  |  |
|  | 14. Charles II de Mecklembourg-Strelitz                           |  |  |  |  |  |  |  |  |  |  |  |  |  |  |  |
|  |                                                                   |  |  |  |  |  |  |  |  |  |  |  |  |  |  |  |
|  |                                                                   |  |  |  |  |  |  |  |  |  |  |  |  |  |  |  |
|  | 29. Élisabeth-Albertine de Saxe-Hildburghausen                    |  |  |  |  |  |  |  |  |  |  |  |  |  |  |  |
|  |                                                                   |  |  |  |  |  |  |  |  |  |  |  |  |  |  |  |
|  |                                                                   |  |  |  |  |  |  |  |  |  |  |  |  |  |  |  |
|  | 7. Charlotte de Mecklembourg-Strelitz                             |  |  |  |  |  |  |  |  |  |  |  |  |  |  |  |
|  |                                                                   |  |  |  |  |  |  |  |  |  |  |  |  |  |  |  |
|  |                                                                   |  |  |  |  |  |  |  |  |  |  |  |  |  |  |  |
|  | 30. Georges-Guillaume de Hesse-Darmstadt (=10)                    |  |  |  |  |  |  |  |  |  |  |  |  |  |  |  |
|  |                                                                   |  |  |  |  |  |  |  |  |  |  |  |  |  |  |  |
|  |                                                                   |  |  |  |  |  |  |  |  |  |  |  |  |  |  |  |
|  | 15. Frédérique de Hesse-Darmstadt                                 |  |  |  |  |  |  |  |  |  |  |  |  |  |  |  |
|  |                                                                   |  |  |  |  |  |  |  |  |  |  |  |  |  |  |  |
|  |                                                                   |  |  |  |  |  |  |  |  |  |  |  |  |  |  |  |
|  | 31. Marie-Louise de Leiningen-Dagsbourg-Falkenbourg (=11)         |  |  |  |  |  |  |  |  |  |  |  |  |  |  |  |
|  |                                                                   |  |  |  |  |  |  |  |  |  |  |  |  |  |  |  |
|  |                                                                   |  |  |  |  |  |  |  |  |  |  |  |  |  |  |  |

## Titulature et honneurs

### Titulature
- 1er juin 1815 – 6 février 1833 : Son Altesse Royale le prince Othon de Bavière ;
- 6 février 1833 – 23 octobre 1862 : Sa Majesté le roi de Grèce ;
- 23 octobre 1862 – 26 juillet 1867 : Sa Majesté le roi Othon Ier.

### Principales décorations étrangères
- Grand-croix de l'ordre de Saint-Étienne (Autriche)[215] ;
- Chevalier de l'ordre de la Toison d'or (Autriche)[216] ;
- Chevalier de l'ordre de Saint-Hubert (Bavière)[217] ;
- Grand-cordon de l'ordre de Léopold (Belgique)[218] ;
- Chevalier de l'ordre de l'Éléphant (Danemark)[219]
- Chevalier de l'ordre de la Toison d'or (Espagne)[220] ;
- Grand-croix de l'ordre de la Légion d'honneur (France)[221] ;
- Grand-croix de l'ordre royal des Guelfes (Hanovre)[222] ;
- Chevalier de l'ordre de Saint-Georges (Hanovre)[222] ;
- Grand-croix de l'ordre de Louis (Hesse-Darmstadt)[223] ;
- Grand-croix de l'ordre de l'Aigle d'Este (Modène)[224] ;
- Grand-croix avec une couronne d'or de l'ordre du Mérite du duc Pierre-Frédéric-Louis (Oldenbourg)[225] ;
- Chevalier de l'ordre suprême de la Très Sainte Annonciade (Piémont-Sardaigne)[226] ;
- Chevalier de l'ordre de l'Aigle noir (Prusse)[227] ;
- Chevalier de l'ordre de Saint-André (Russie) ;
- Chevalier de l'ordre de la Couronne de Saxe (Saxe)[228] ;
- Grand-croix de l'ordre de la Maison ernestine de Saxe (Duchés saxons)[229] ;
- Grand-croix de l'ordre du Faucon blanc (Saxe-Weimar-Eisenach)[230] ;
- Chevalier grand-croix de l'ordre de Saint-Ferdinand et du mérite (Deux-Siciles)[231] ;
- Chevalier de l'ordre des Séraphins (Suède-Norvège)[232] ;
- Grand-croix de l'ordre de la Couronne de Wurtemberg (Wurtemberg)[233].

### Correspondance du roi
- (de) Ludwig Trost, König Ludwig I. von Bayern in seinen Briefen an seinen Sohn, den König Otto von Griechenland, Bamberg, C.C. Buchnersche Verlagsbuchhandlung, 1891 (lire en ligne).

### Sur Othon, Amélie et les Wittelsbach en Grèce
- (en) Leonard Bower, Otho I : King of Greece, a biography, Royalty Digest, 2001 (1re éd. 1939) (ISBN 1905159129).
- (de) Christian Dümler et Kathrin Jung, Von Athen nach Bamberg : König Otto von Griechenland, Munich, Bayerische Schlösserverwaltung, 2002 (ISBN 3-932982-45-2). [livret d'exposition]
- (de) Collectif, Amalie, 1818-1875 : Herzogin von Oldenburg, Königin von Griechenland, Oldenbourg, Isensee, 2004 (ISBN 3-89995-122-0).
- (en) Barbara Jelavitch, Russia and Greece during the Regency of King Othon, 1832-1835 : Russian Documents on the First Years of Greek Independence, Institute for Balkan Studies, 1962.
- (en) E. Poulakou-Rebelakou, C. Tsiamis, N. Tompros et G. Creatsas, « The lack of a child, the loss of a throne: the infertility of the first royal couple of Greece (1833-62) », The Journal of the Royal College of Physicians of Edinburgh, vol. 41,‎ 2011, p. 73-77 (lire en ligne).
- (de) Hans Rall, « Die Anfänge des Konfessionspolitischen Ringens um den Wittelsbacher Thron in Athen », dans Wilhelm Winkler et Otto Schottenloher, Bayern: Staat und Kirche: Land und Reich, Munich, Zink, 1961.
- (de) Katharina Weigand, « Griechenland. Otto auf dem griechischen Thron. Eine Fehlspekulation König Ludwigs I.? », dans Alois Schmid et Katharina Weigand, Bayern mitten in Europa. Vom Frühmittelalter bis ins 20. Jahrhundert, Munich, Beck, 2005 (ISBN 3-406-52898-8), p. 320-338.

### Histoire de la Grèce
- (en) Richard Clogg, A Concise History of Greece, Cambridge, Cambridge U.P., 1992 (ISBN 0-521-37830-3).
- Édouard Driault et Michel Lhéritier, Histoire diplomatique de la Grèce de 1821 à nos jours : L'Insurrection et l'Indépendance (1821-1830), t. I, PUF, 1926 (lire en ligne).
- Édouard Driault et Michel Lhéritier, Histoire diplomatique de la Grèce de 1821 à nos jours : Le Règne d'Othon - La Grande Idée (1830-1862), t. II, PUF, 1926 (lire en ligne).
- Édouard Driault et Michel Lhéritier, Histoire diplomatique de la Grèce de 1821 à nos jours : Le Règne de Georges Ier avant le traité de Berlin (1862-1878) - Hellénisme et slavisme, t. III, PUF, 1926 (lire en ligne).
- Apostolos Vacalopoulos, Histoire de la Grèce moderne, Horvath, 1975 (ISBN 2-7171-0057-1).